# Calligraphie islamique
 (21 juillet 2025).

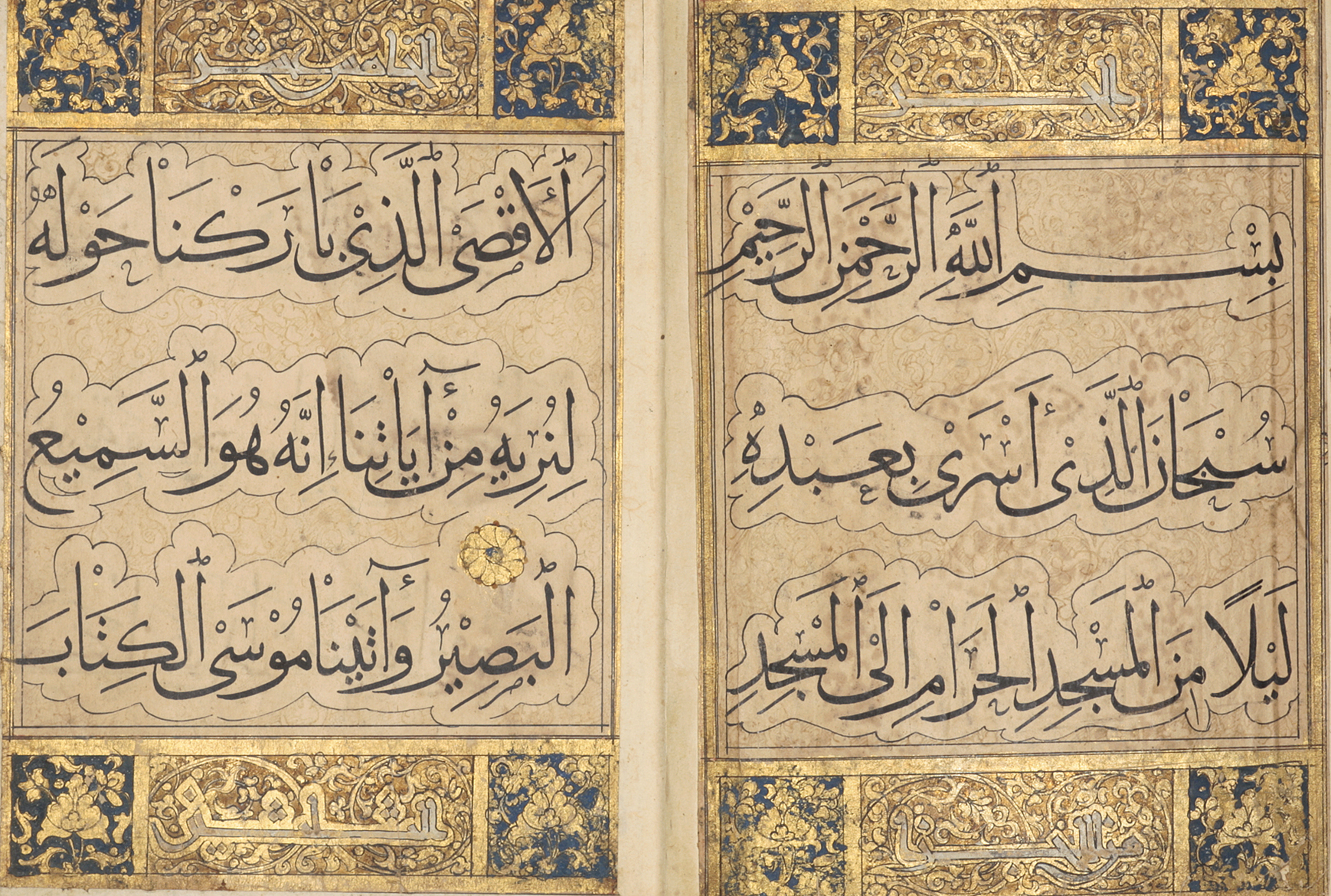
La sourate « Al-Isra' » copiée par le calligraphe du XIIIe siècle Yaqut al-Musta'simi en écriture Muhaqqaq avec des variantes coufiques.

La calligraphie islamique est la pratique artistique de l'écriture manuscrite et de la calligraphie dans les langues qui utilisent l'alphabet arabe ou les alphabets dérivés de celui-ci. Il comprend la calligraphie arabe, persane, ottomane et ourdou (en). On l'appelle en arabe khatt Arabi (خط عربي), qui se traduit par « ligne arabe », « dessin » ou « construction ».
Le développement de la calligraphie islamique est étroitement lié au Coran ; les chapitres et les extraits du livre sacré constituent un texte commun a visée universelle sur lequel la calligraphie islamique est basée. Bien que les représentations artistiques de personnes et d'animaux ne soient pas explicitement interdites par le Coran, les images ont traditionnellement été limitées dans les livres islamiques afin d'éviter l'idolâtrie. Bien que certains érudits le contestent, l'écriture coufique aurait été développée vers la fin du VIIe siècle à Koufa, en Irak, d'où elle tire son nom. Le style s'est ensuite développé en plusieurs variétés, notamment le coufique floral, feuillagé, tressé ou entrelacé, bordé et carré. Dans le monde antique, cependant, les artistes contournaient souvent l'interdiction aniconique en utilisant des brins d’écriture minuscule pour construire des lignes et des images. La calligraphie était une forme d’art appréciée, même en tant que bien moral. Un ancien proverbe arabe illustre ce point en affirmant avec insistance que « la pureté de l’écriture est la pureté de l’âme ».
Toutefois, la calligraphie islamique ne se limite pas aux sujets, objets ou espaces strictement religieux. Comme tout art islamique, il englobe un large éventail d’œuvres créées dans une grande variété de contextes. La prévalence de la calligraphie dans l’art islamique n’est pas directement liée à sa tradition non figurative ; elle reflète plutôt la centralité de la notion d’écriture et de texte écrit dans l’islam. La calligraphie islamique s'est développée à partir de deux styles principaux : le coufique et le naskh. Il existe plusieurs variantes de chacun d'eux, ainsi que des styles spécifiques à chaque région. La calligraphie arabe ou persane a également été incorporée dans l'art moderne, à partir de la période postcoloniale au Moyen-Orient, ainsi que dans le style plus récent du calligraffiti (en).

## Instruments et supports
L'instrument traditionnel du calligraphe islamique est le qalam, un stylo généralement fabriqué à partir de roseau séché ou de bambou. L'encre est souvent colorée et choisie de manière à ce que son intensité puisse varier considérablement, créant dynamisme et mouvement dans les formes des lettres. Certains styles sont souvent écrits à l’aide d’un stylo à pointe métallique.
1. Naskh
2. Nasta'liq
3. Diwani
4. Thuluth
5. Riqāʿ

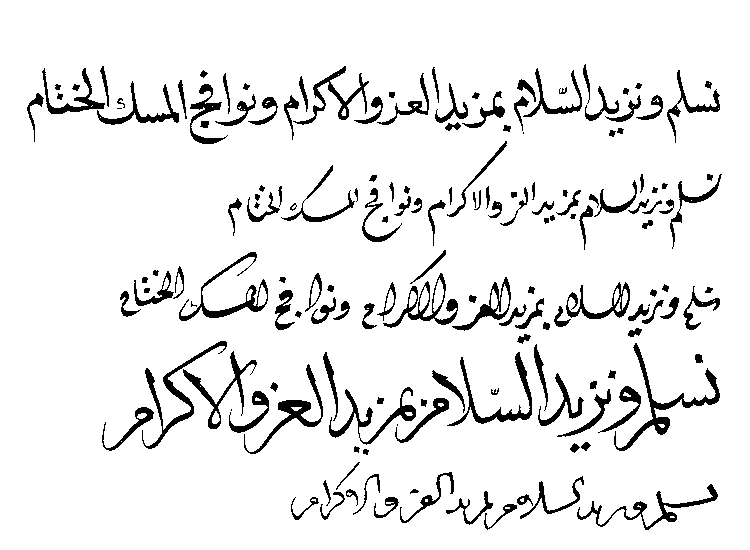
Les cinq principaux styles cursifs calligraphiques arabes, dans l'ordre :

La calligraphie islamique peut être appliquée à une large gamme de supports décoratifs autres que le papier, tels que les carreaux, les récipients, les tapis et la pierre. Avant l’avènement du papier, le papyrus et le parchemin étaient utilisés pour l’écriture. Au cours du IXe siècle, un afflux de papier en provenance de Chine révolutionne la calligraphie. Les bibliothèques du monde musulman contenaient régulièrement des centaines, voire des milliers de livres.
Pendant des siècles, l'art de l'écriture a rempli une fonction iconographique centrale dans l'art islamique. Bien que la tradition académique de la calligraphie islamique ait commencé à Bagdad, le centre de l'empire islamique pendant une grande partie de ses débuts, elle s'est finalement répandue jusqu'en Inde et en Espagne musulmane.
Les pièces de monnaie étaient un autre support pour la calligraphie. À partir de 692, le califat islamique réforma la monnaie du Proche-Orient en remplaçant l'imagerie chrétienne byzantine par des phrases islamiques inscrites en arabe. C'était particulièrement vrai pour les dinars, des pièces d'or de grande valeur. En général, les pièces étaient gravées de citations du Coran.
Au Xe siècle, les Perses, convertis à l'islam, commencèrent à tisser des inscriptions sur des soies aux motifs élaborés. Les textiles portant des textes arabes étaient si précieux que les croisés les ont apportés en Europe comme des biens précieux. Un exemple notable est le Suaire de Saint-Josse, utilisé pour envelopper les os de Saint-Josse dans l'abbaye de Saint-Josse-sur-mer, près de Caen, dans le nord-ouest de la France.
La calligraphie islamique étant très vénérée, la plupart des œuvres suivent des exemples établis par des calligraphes bien établis, à l’exception des œuvres profanes ou contemporaines. Dans la tradition islamique, les calligraphes suivaient une formation approfondie en trois étapes, comprenant l'étude des modèles de leur professeur, afin d'obtenir une certification.

## Styles

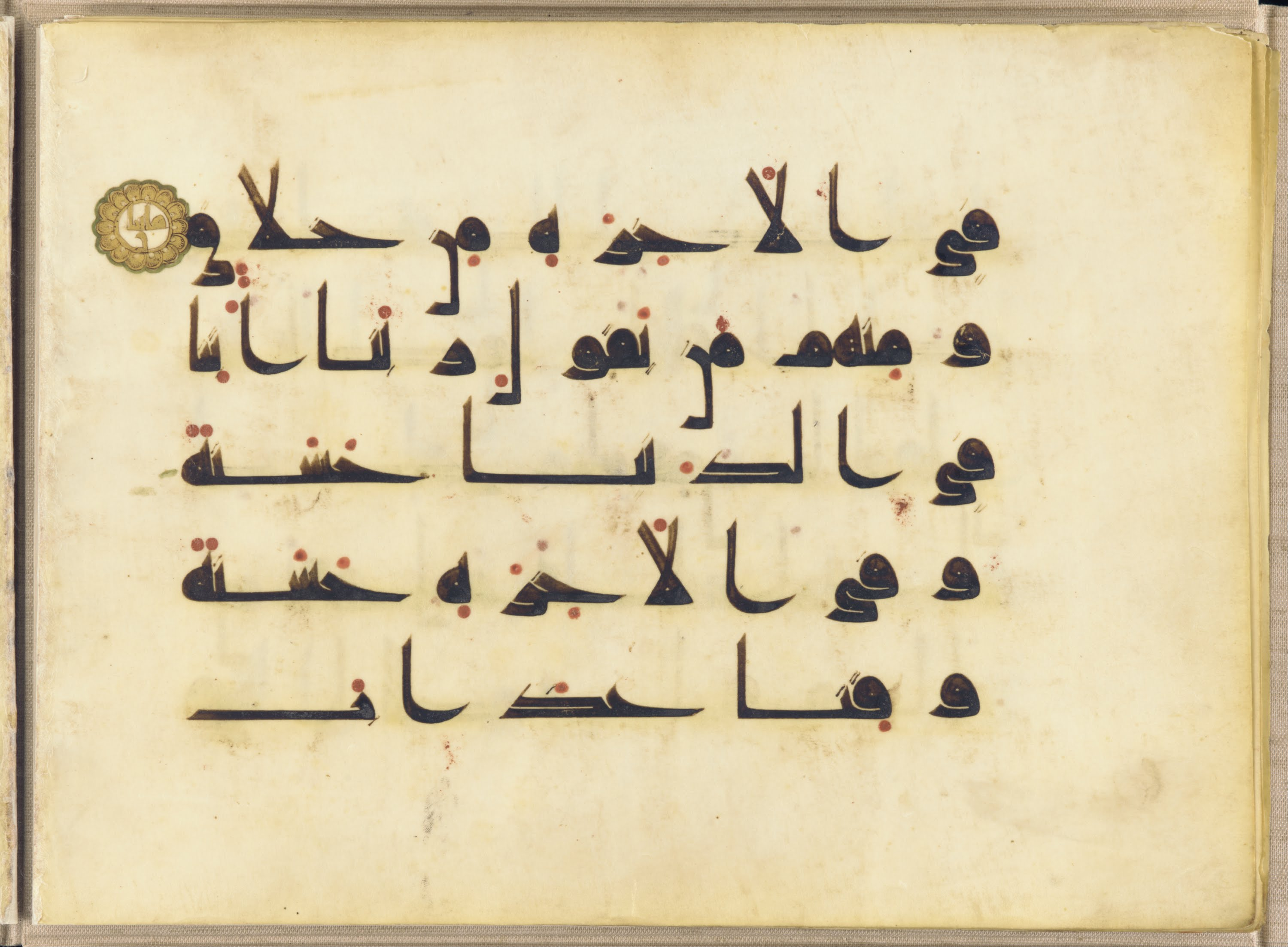
Coran du IXe siècle, un exemple ancien de coufique de la période abbasside.

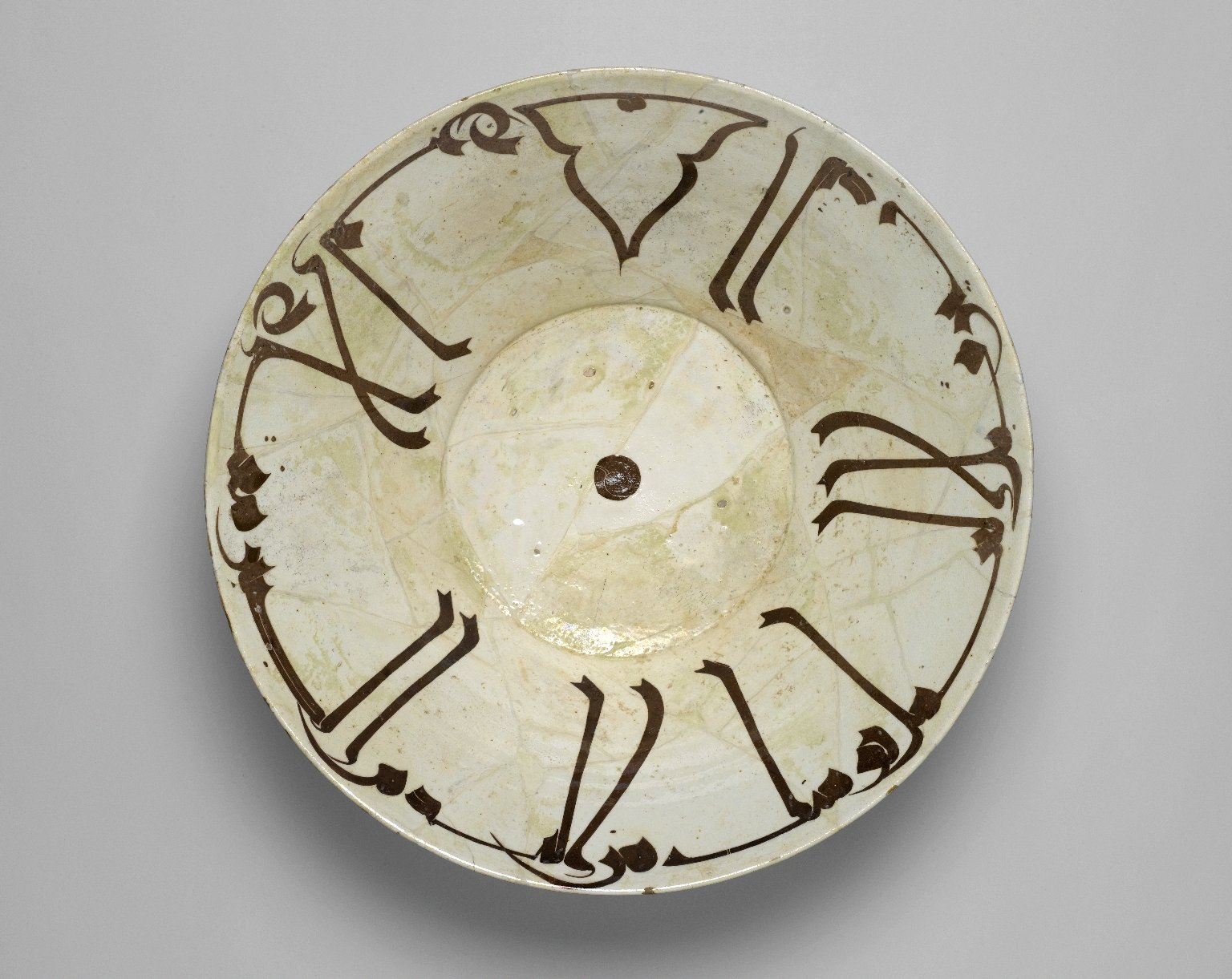
Bol avec calligraphie coufique, Xe siècle, Brooklyn Museum.

### Coufique

Calligraphiede Bismallah. Thuluth Jali
La calligraphie de Mahomet
Calligraphiede Bismallah
Un exemple de calligraphiezoomorphe

Le style coufique (kufi) met l'accent sur des traits rigides et anguleux, il s'est développé parallèlement à l'écriture naskh au VIIe siècle,. Bien que certains érudits contestent cette hypothèse, l'écriture coufique aurait été développée vers la fin du VIIe siècle à Koufa, en Irak, d'où elle tire son nom,. Le style s'est ensuite développé en plusieurs variétés, notamment le coufique floral, feuillagé, tressé ou entrelacé, bordé et carré. En raison de son style de lettrage droit et ordonné, le coufique était fréquemment utilisé dans la sculpture ornementale sur pierre ainsi que sur les pièces de monnaie. C'était l'écriture principale utilisée pour copier le Coran du VIIIe au Xe siècle et elle est tombée en désuétude au XIIe siècle lorsque le style naskh, plus fluide, est devenu plus pratique. Cependant, il a continué à être utilisé comme élément décoratif pour contraster avec les styles précédents.
Il n'existe pas de règles établies pour l'utilisation de l'écriture coufique ; la seule caractéristique commune est la forme angulaire et linéaire des caractères. En raison du manque de standardisation du coufique primitif, l'écriture diffère considérablement selon les régions, allant de formes très carrées et rigides à des formes fleuries et décoratives.
L'une des variations les plus courantes est le coufique carré, une technique connue sous le nom de banna'i,. La calligraphie contemporaine utilisant ce style est également populaire dans les décorations modernes.

### Naskh

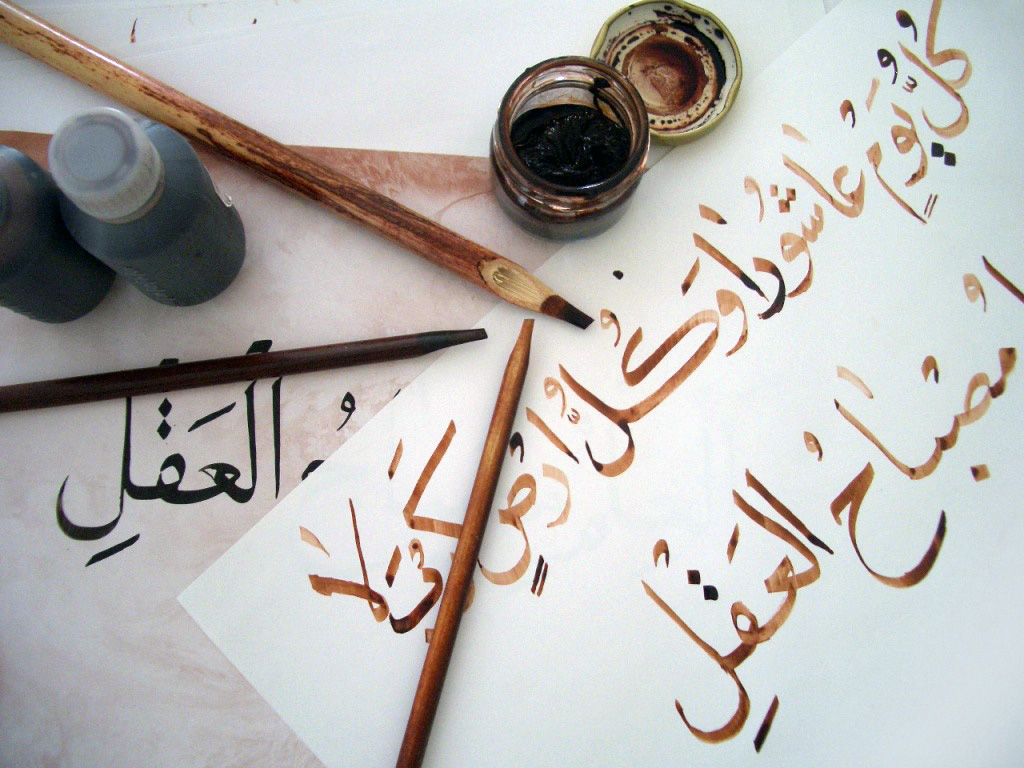
Les instruments et le travail d'un étudiant calligraphe
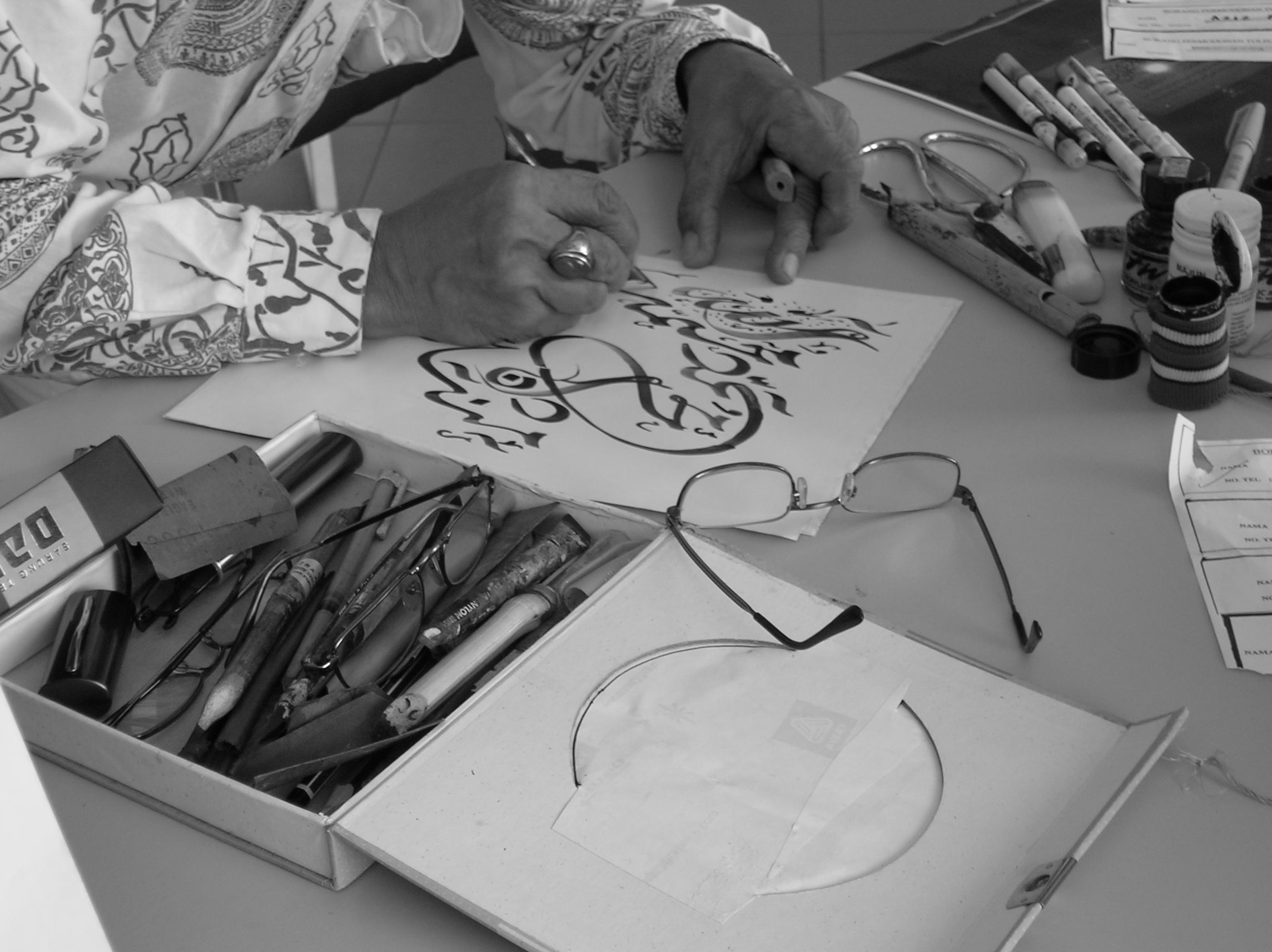
Calligraphie islamique réalisée par un musulman malais en Malaisie. Le calligraphe réalise un brouillon.

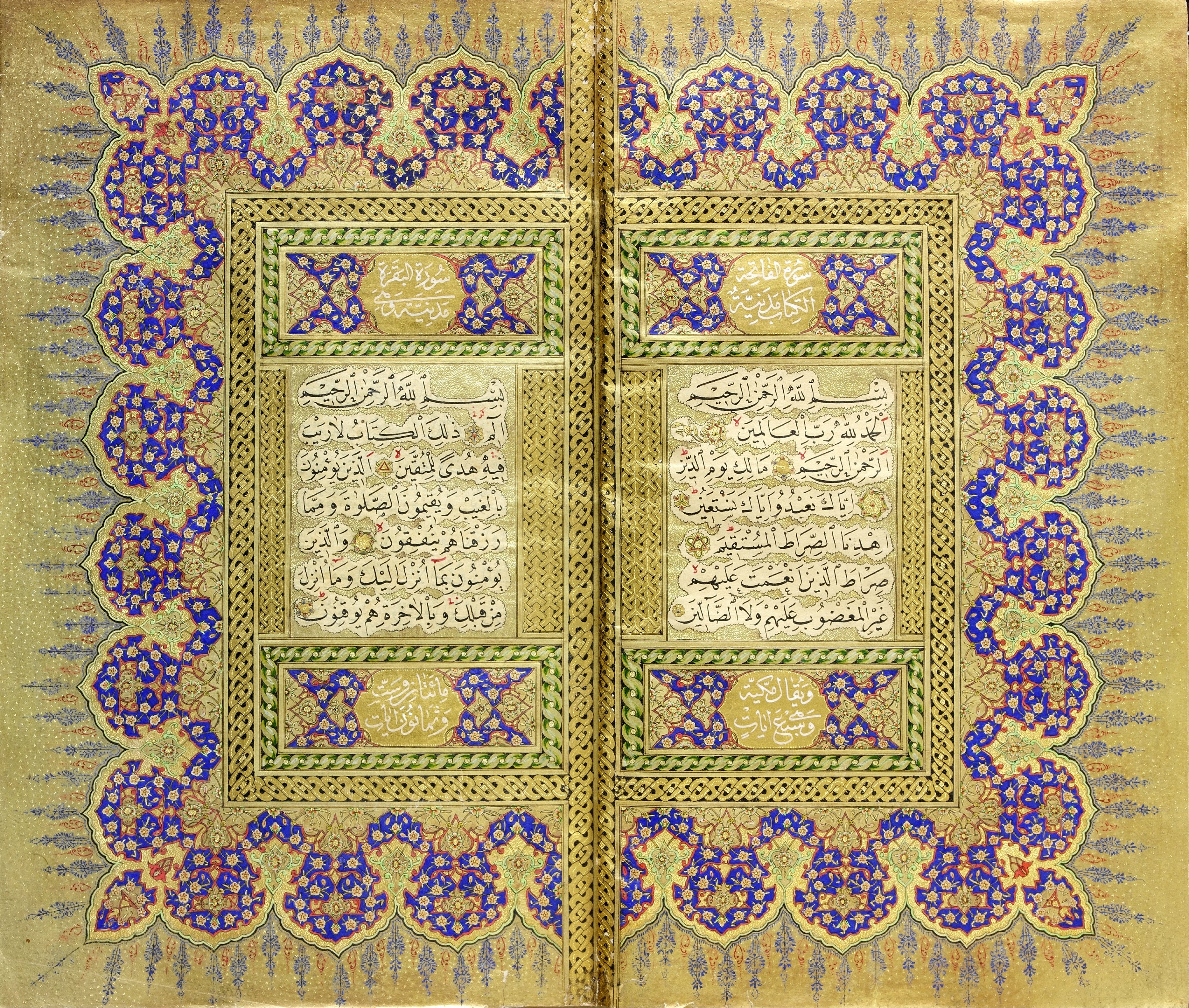
Écriture de des deux pages d'introduction du Coran.

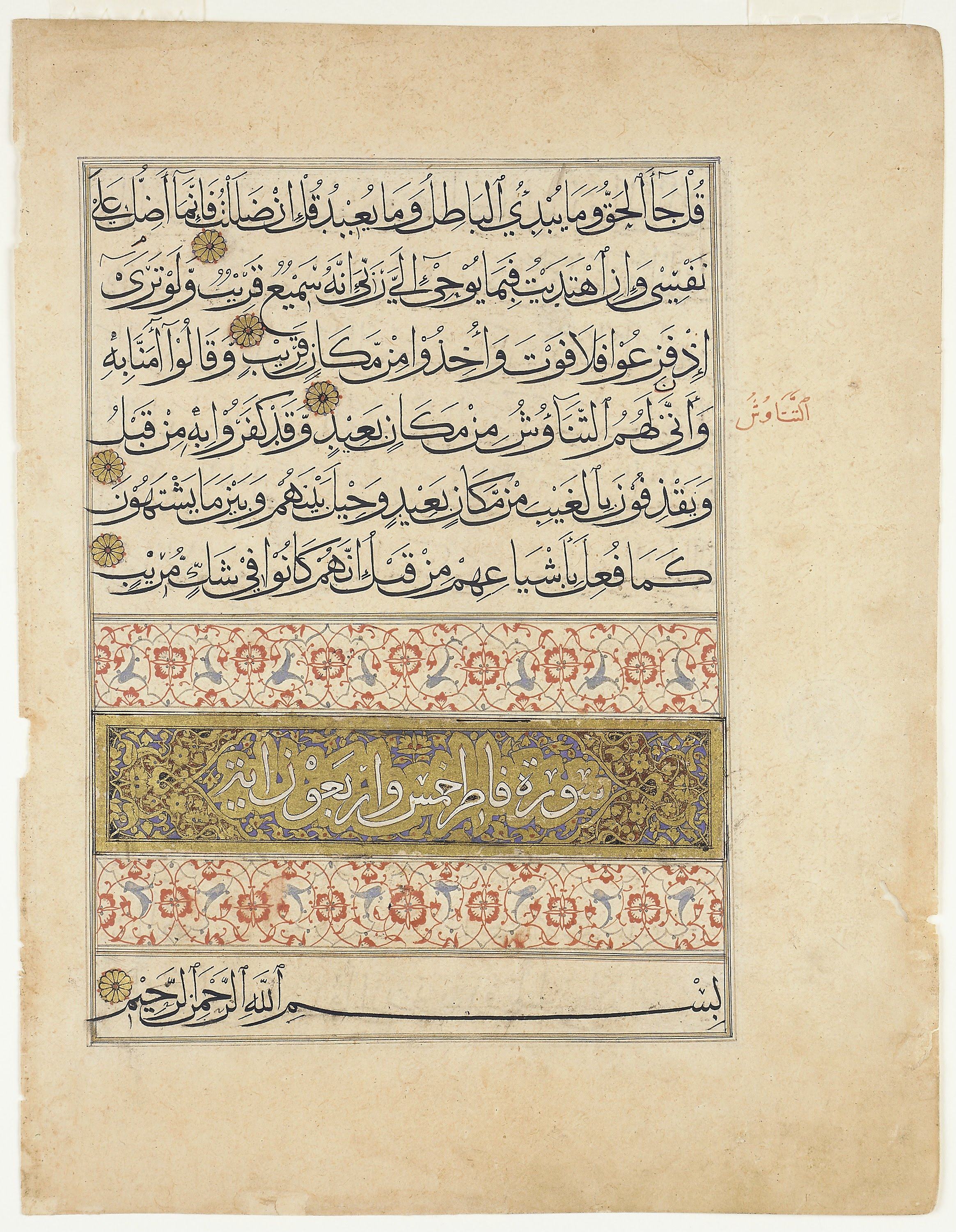
Écriture muhaqqaq dans un Coran du XIVe siècle de la dynastie mamelouke.

L'utilisation de l'écriture cursive a coexisté avec le coufique et, historiquement, l'écriture cursive était couramment utilisée à des fins informelles. Le naskh est apparu pour la première fois au cours du premier siècle du calendrier islamique. Naskh signifie « copier », car elle est devenue la norme pour la transcription de livres et de manuscrits. L'écriture est la plus répandue parmi les autres styles, utilisée dans le Coran, les décrets officiels et la correspondance privée. Il est devenu la base de l’impression arabe moderne.
On pense généralement que le coufique est antérieur au naskh, mais les historiens ont retracé la coexistence des deux écritures bien avant leur codification par ibn Muqla, car les deux servaient des objectifs différents. Le kufi était principalement utilisé à des fins décoratives, tandis que le naskh était utilisé pour l'usage quotidien des scribes.

### Thuluth
- Médiévaux
  - Ibn Muqla (mort vers 939/940)
  - Ibn al-Bawwab (mort en 1022)
  - Fakhr-un-Nisa (XIIe siècle)
  - Yaqut al-Musta'simi (mort en 1298)
  - Mir Ali Tabrizi (vers le XIVe – XVe siècle)

- Période ottomane
  - Cheikh Hamdullah (1436–1520)
  - Ahmed Karahisari (1468–1566)
  - Seyyid Kasim Gubari (mort en 1624)
  - Hâfiz Osman (1642–1698)
  - Mustafa Râkim (1757–1826)
  - Mehmed Shevki Efendi (1829–1887)
  - Sami (İsmail Hakkı) Efendi (1838-1912)
  - Hamid Aytaç (1891-1982)

- Contemporains
  - Mohammad Hosni (1894-1964), syrien
  - Madiha Omar (1908-2005), irakien-américain
  - Hashem Muhammad al-Baghdadi (1917-1973), irakien
  - Shakkir Hassan Al Sa'id (1925-2004), irakien
  - Ziad Zukkari (1926-2014), syrien
  - Sadequain Naqqash (1930-1987), pakistanais
  - Ibrahim el-Salahi (né en 1930), soudanais
  - Abdul Djalil Pirous, ou "A.D. Pirous" (né en 1933), indonésien
  - Uthman Taha (né en 1934), syrien
  - Hasan Çelebi (né en 1937), turc
  - Hossein Zenderoudi (né en 1937), iranien
  - Ali Adjalli (né en 1939), maître calligraphe, peintre, poète et pédagogue iranien
  - Wijdan Ali (né en 1939), jordanien
  - Mahmoud Taha (en) (né en 1942), jordanien
  - Mohamed Zakariya (né en 1942), américai
  - Hassan Massoudy (né en 1944), irakien
  - Fuad Honda (né en 1946), japonais
  - Abas Baghdadi (né en 1951), irakien
  - Abdulraouf Baydoun (né en 1956), syrien
  - Noor Deen Mi Guangjiang (né en 1963), chinois
  - Amir Kamal (né en 1972), pakistanais
  - Mothanna Al-Obaydi (né en 1972), irakien
  - Soraya Syed (née en 1976), britannique
  - Nuria Garcia Masip (née en 1978), espagnole

Représentation numérique du Bismillah dans une calligraphie islamique du XVIIIe siècle de la région ottomane, écriture Thuluth.

Le thuluth a été développé au cours du XVe siècle et lentement affiné par les calligraphes ottomans, dont Mustafa Râkim (en), Shaykh Hamdallah et d'autres, jusqu'à devenir ce qu'il est aujourd'hui. Les lettres de cette écriture ont de longues lignes verticales avec un large espacement. Le nom, qui signifie « un tiers », peut éventuellement être une référence à la hauteur x, qui est un tiers de l'alif, ou au fait que le stylo utilisé pour écrire les voyelles et les ornements est un tiers de la largeur de celui utilisé pour écrire les lettres.

### Riqāʿ
Le riqāʿ est un style d'écriture manuscrite similaire au thouluth. Il est apparu pour la première fois au Xe siècle. La forme est simple avec des traits courts et de petites fioritures. Yaqut al-Musta'simi était l'un des calligraphes qui ont utilisé ce style, On pense que c'est l'Arabe Ibn al-Bawwab qui a créé cette écriture.

### Muhaqqaq
Le muhaqqaq est un style majestueux utilisé par les calligraphes accomplis et est une variante du thouluth. Avec le thouluth, il était considéré comme l’une des écritures les plus belles, mais aussi l’une des plus difficiles à exécuter. Le muhaqqaq était couramment utilisé à l'époque mamelouke, mais son utilisation s'est largement limitée à de courtes phrases, telles que la basmala, à partir du XVIIIe siècle,.

### Styles régionaux

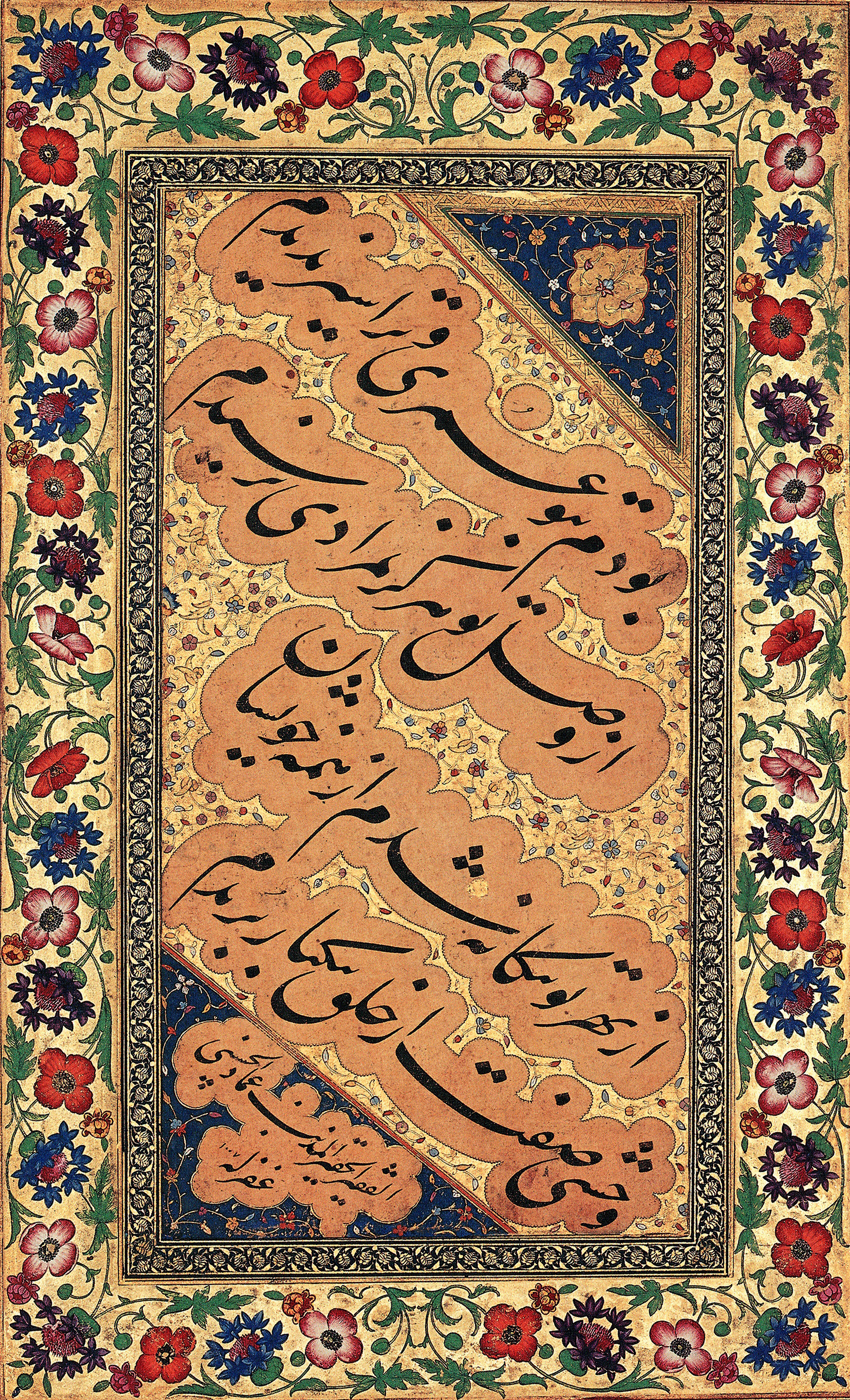
Calligraphie nasta'liq d'un poème persan de, peut-être le calligraphe persan le plus célèbre.

Avec l'expansion de l'islam, l’écriture arabe s’est établie dans une vaste zone géographique, de nombreuses régions développant leur propre style unique. À partir du XIVe siècle, d’autres styles cursifs ont commencé à se développer en Turquie, en Perse et en Chine.
- Les écritures maghrébines se sont développées à partir des lettres coufiques au Maghreb (Afrique du Nord) et en al-Andalus (péninsule ibérique). Les écritures maghrébines sont traditionnellement écrites avec une pointe (القلم المذبب), produisant une ligne d'épaisseur uniforme. Au sein de la famille maghrébine, il existe différents styles dont le mujawher cursif et le mabsut cérémoniel.
  - Les écritures soudanaises se sont développées au Biled as-Sudan (Sahel ouest-africain) et peuvent être considérées comme une sous-catégorie des écritures maghrébines.
- Le diwani est un style cursif de calligraphie arabe développé sous le règne des premiers Turcs ottomans au XVIe et début XVIIe siècle. Il a été inventé par Housam Roumi et a atteint son apogée sous Soliman le Magnifique (1520-1566)[28]. Les espaces entre les lettres sont souvent étroits et les lignes montent de droite à gauche. Les variations plus grandes, appelées djali, sont remplies de décorations denses de points et de signes diacritiques dans l'espace entre eux, ce qui lui donne une apparence compacte. Le diwani est difficile à lire et à écrire en raison de sa stylisation lourde et est devenu l'écriture idéale pour la rédaction de documents judiciaires car il garantissait la confidentialité et empêchait la falsification[29].
- Le nasta'liq est un style cursif conçu à l'origine pour écrire en persan des œuvres littéraires et non coraniques[30]. On pense que le nasta'liq est un développement ultérieur du naskh et de l'écriture ta'liq plus ancienne utilisée en Iran[31]. Ce type d'écriture gagne rapidement en popularité en Asie du Sud. Le nom ta'liq signifie « suspendu » et fait référence à la légère inclinaison des lignes de texte de cette écriture. Les lettres ont des traits verticaux courts et des traits horizontaux larges et amples. Les formes sont profondes, en forme de crochet et présentent un contraste élevé[30]. Une variante appelée Shikasteh a été développée au XVIIe siècle pour des contextes plus formels.
- Le Sini est un style développé en Chine. La forme est grandement influencée par la calligraphie chinoise, utilisant un pinceau en crin de cheval au lieu du stylo à roseau standard. Un célèbre calligraphe moderne de cette tradition est Hadji Noor Deen Mi Guangjiang (en)[32].

### Moderne
À l’époque postcoloniale, les artistes travaillant en Afrique du Nord et au Moyen-Orient ont transformé la calligraphie arabe en un mouvement artistique moderne, connu sous le nom de mouvement Hurufiyya. Les artistes travaillant dans ce style utilisent la calligraphie comme élément graphique dans les œuvres d'art contemporaines,.
Le terme hurufiyya est dérivé du terme arabe harf (lettre). Traditionnellement, le terme était chargé d'une signification intellectuelle et ésotérique soufie. Il s’agit d’une référence explicite à un système d’enseignement médiéval impliquant la théologie politique et le lettrisme. Dans cette théologie, les lettres étaient considérées comme des signifiants primordiaux et des manipulateurs du cosmos.
Les artistes Hurufiyya ont mélangé des concepts artistiques occidentaux avec une identité artistique et une sensibilité tirées de leur propre culture et de leur patrimoine. Ces artistes ont intégré les traditions visuelles islamiques, en particulier la calligraphie, et des éléments d’art moderne dans des compositions contemporaines syncrétiques,,. Bien que les artistes hurufiyyah aient eu du mal à trouver leur propre dialogue individuel dans le contexte du nationalisme, ils ont également œuvré vers une esthétique qui transcendait les frontières nationales et représentait une affiliation plus large avec une identité islamique.
Le style artistique hurufiyya en tant que mouvement a très probablement débuté en Afrique du Nord vers 1955 avec l'œuvre d'Ibrahim el-Salahi. Cependant, l’utilisation de la calligraphie dans les œuvres d’art modernes semble avoir émergé de manière indépendante dans divers États islamiques. Les artistes travaillant dans ce domaine n'étaient souvent pas au courant des œuvres des autres artistes hurufiyya, ce qui a permis à différentes manifestations du style d'émerger dans différentes régions,. Au Soudan, par exemple, les œuvres d’art comprennent à la fois la calligraphie islamique et des motifs d’Afrique de l’Ouest.

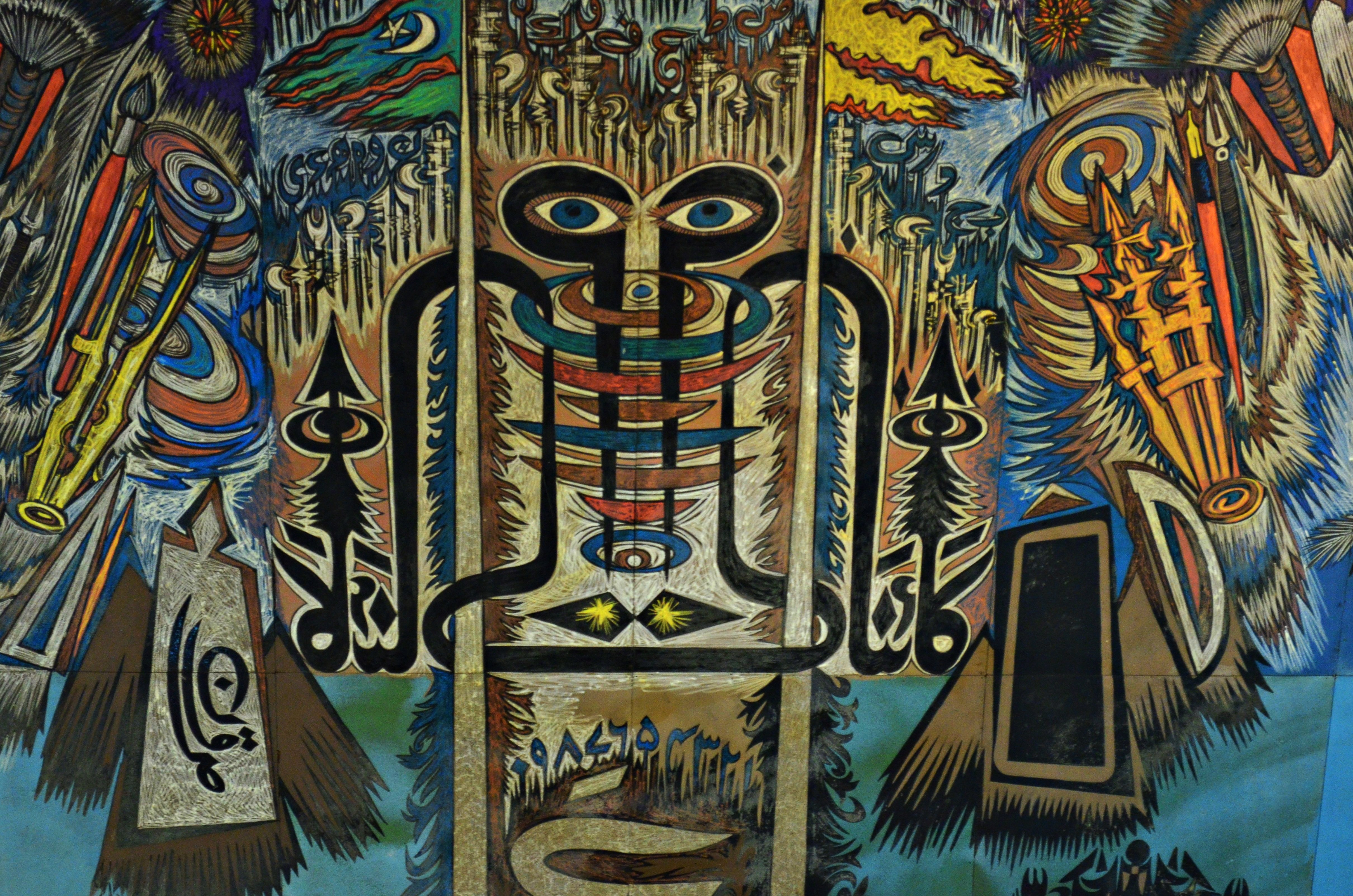
Le toit du, à Karachi, Pakistan, vers 1986. La peinture murale de l'artiste intègre des éléments de calligraphie dans une œuvre d'art moderne.

Le mouvement artistique hurufiyya ne se limitait pas aux peintres et comprenait des artistes travaillant dans une variété de médias,,. Un exemple est le céramiste jordanien, Mahmoud Taha (en) qui a combiné l'esthétique traditionnelle de la calligraphie avec un savoir-faire artisanal. Bien qu'elle ne soit pas affiliée au mouvement hurufiyya, l'artiste contemporaine Shirin Neshat intègre du texte arabe dans sa photographie en noir et blanc, créant contraste et dualité. En Irak, le mouvement était connu sous le nom d'Al-Bu'd al-Wahad (en) (ou le Groupe à une dimension), et en Iran, il était connu sous le nom de mouvement Saqqa-Khaneh.
L'art occidental a influencé la calligraphie arabe d'autres manières, avec des formes telles que le calligraffiti (en), qui est l'utilisation de la calligraphie dans l'art public pour faire des messages politico-sociaux ou pour orner des bâtiments et des espaces publics. Parmi les artistes calligraffites islamiques notables, on peut citer : Yazan Halwani, actif au Liban, EL Seed, travaillant en France et en Tunisie, et A1one à Téhéran.
En 2017, le Sultanat d'Oman a dévoilé le Mushaf Muscat, un Coran calligraphique interactif, sous la supervision et le soutien du ministère omanais des Dotations et des Affaires religieuses, membre votant du Consortium Unicode.

## Galerie

### Coufique

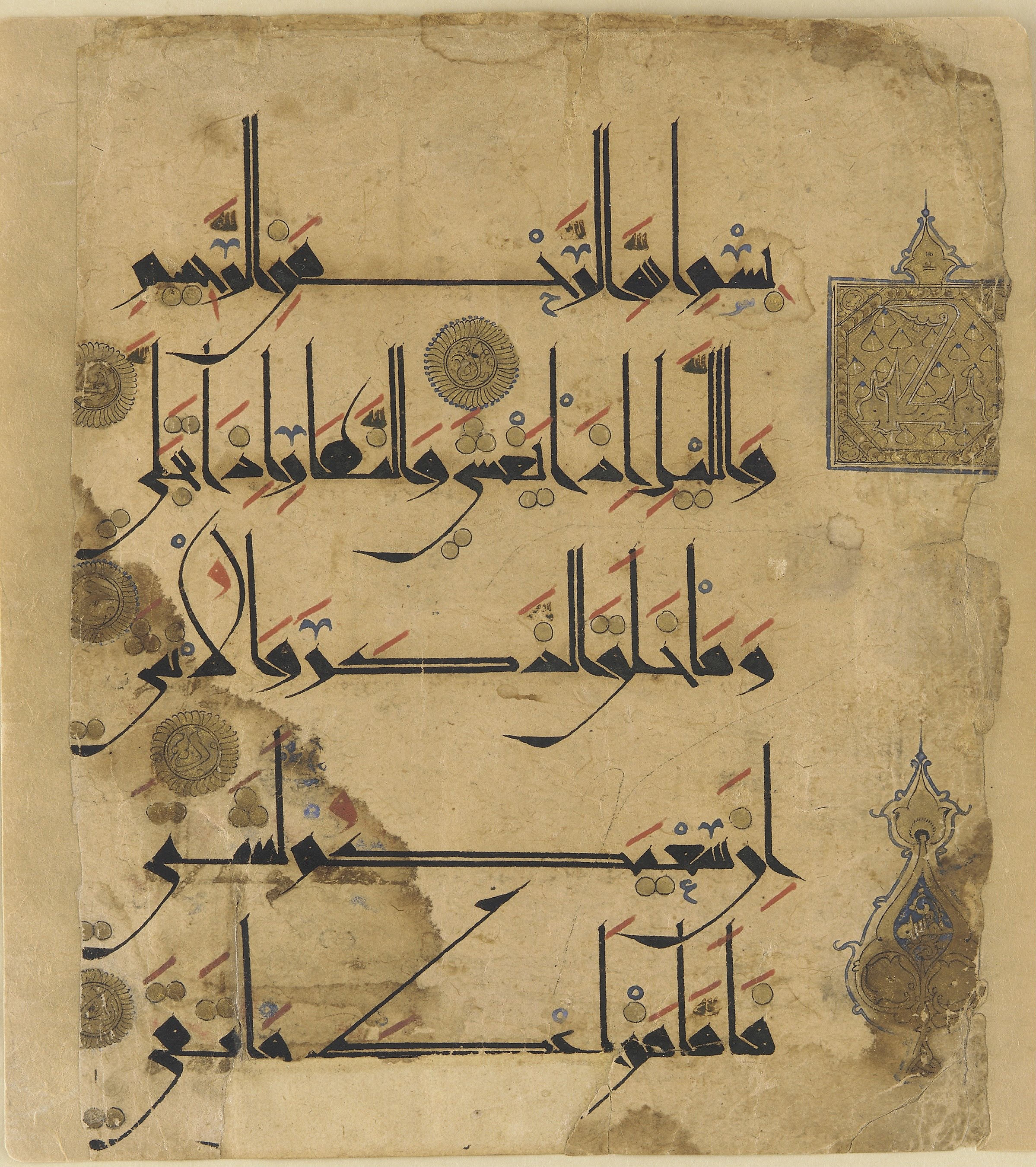
Écriture coufique dans un Coran du XIe siècle.
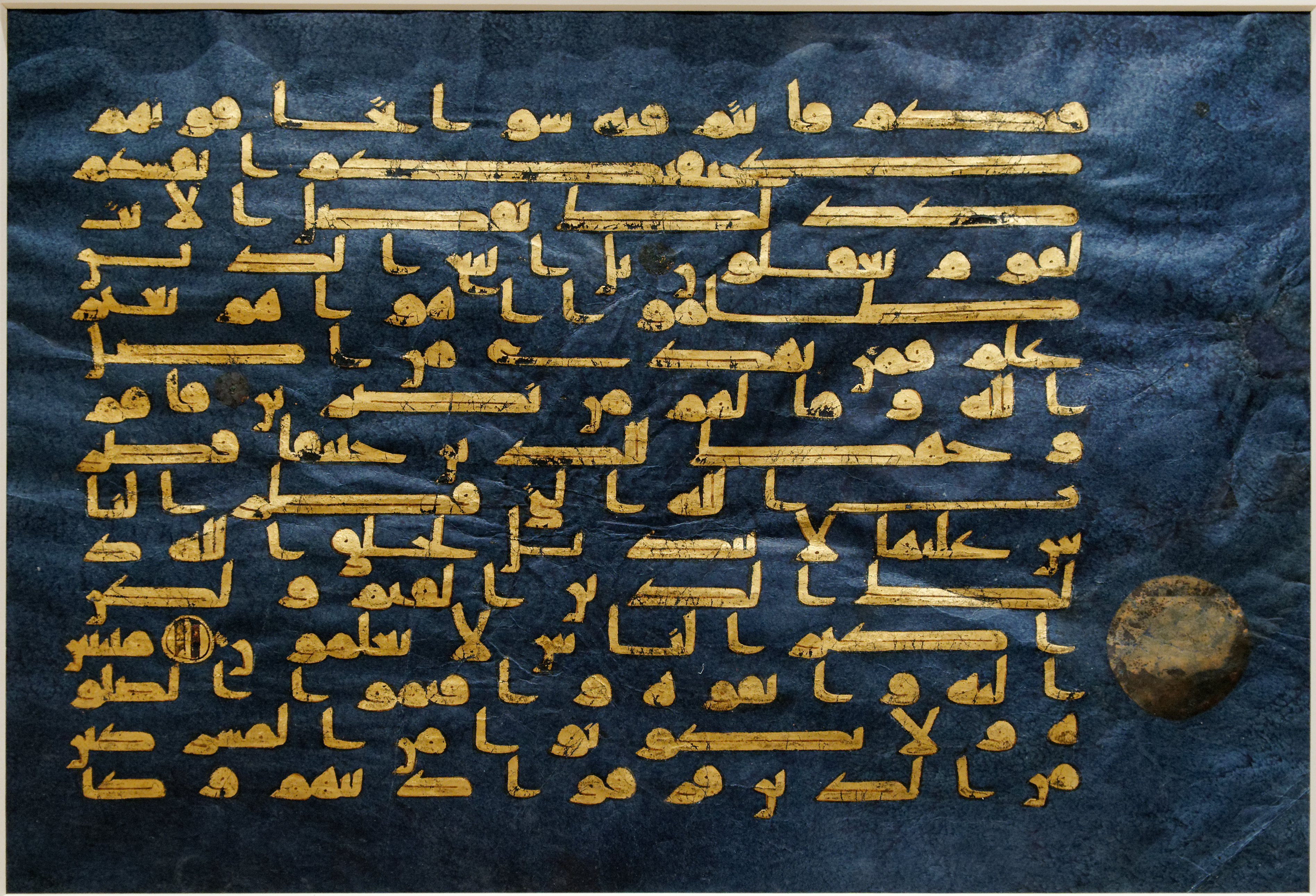
Écriture coufique maghrébine dans le Coran bleu du IXe ou Xe siècle.
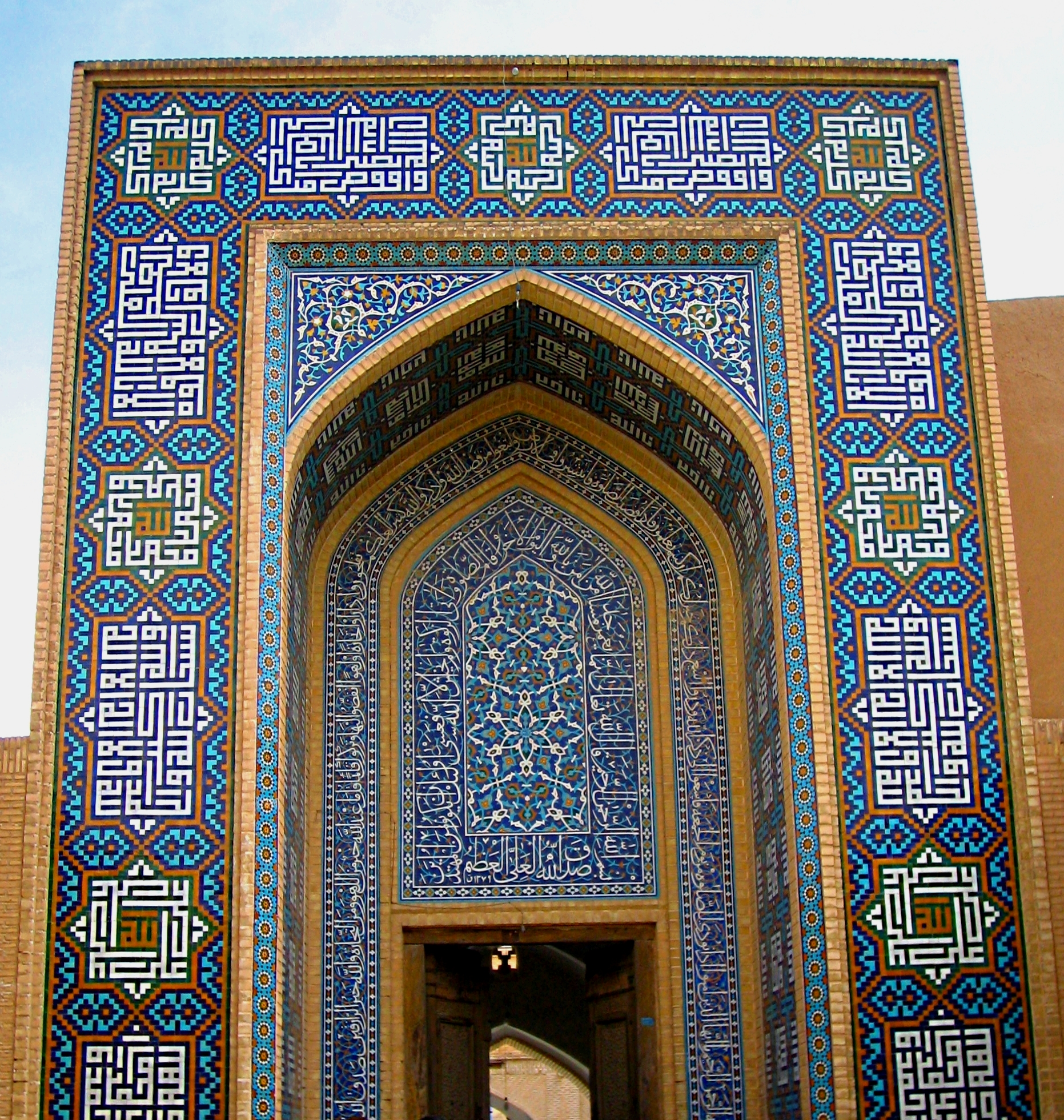
Carreaux coufiques carrés à Yazd, Iran.
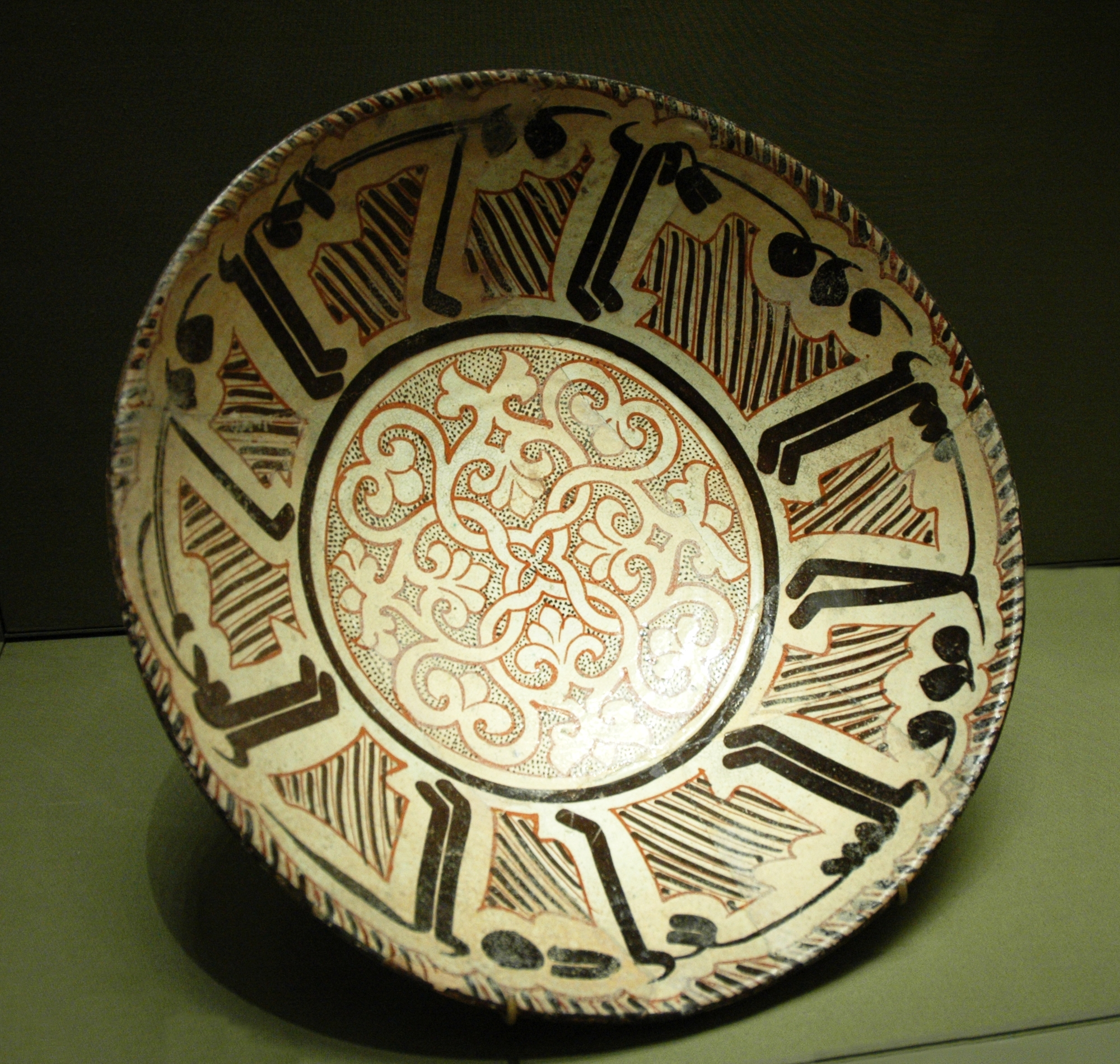
Bol en terre cuite sous glaçure du XIe siècle à Nishapur.
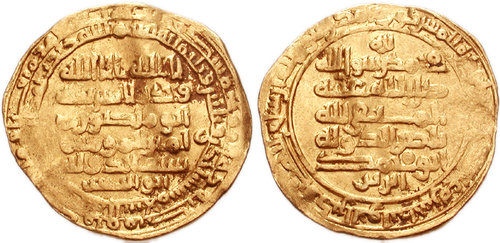
Dinar or de Syrie du Xe siècle.
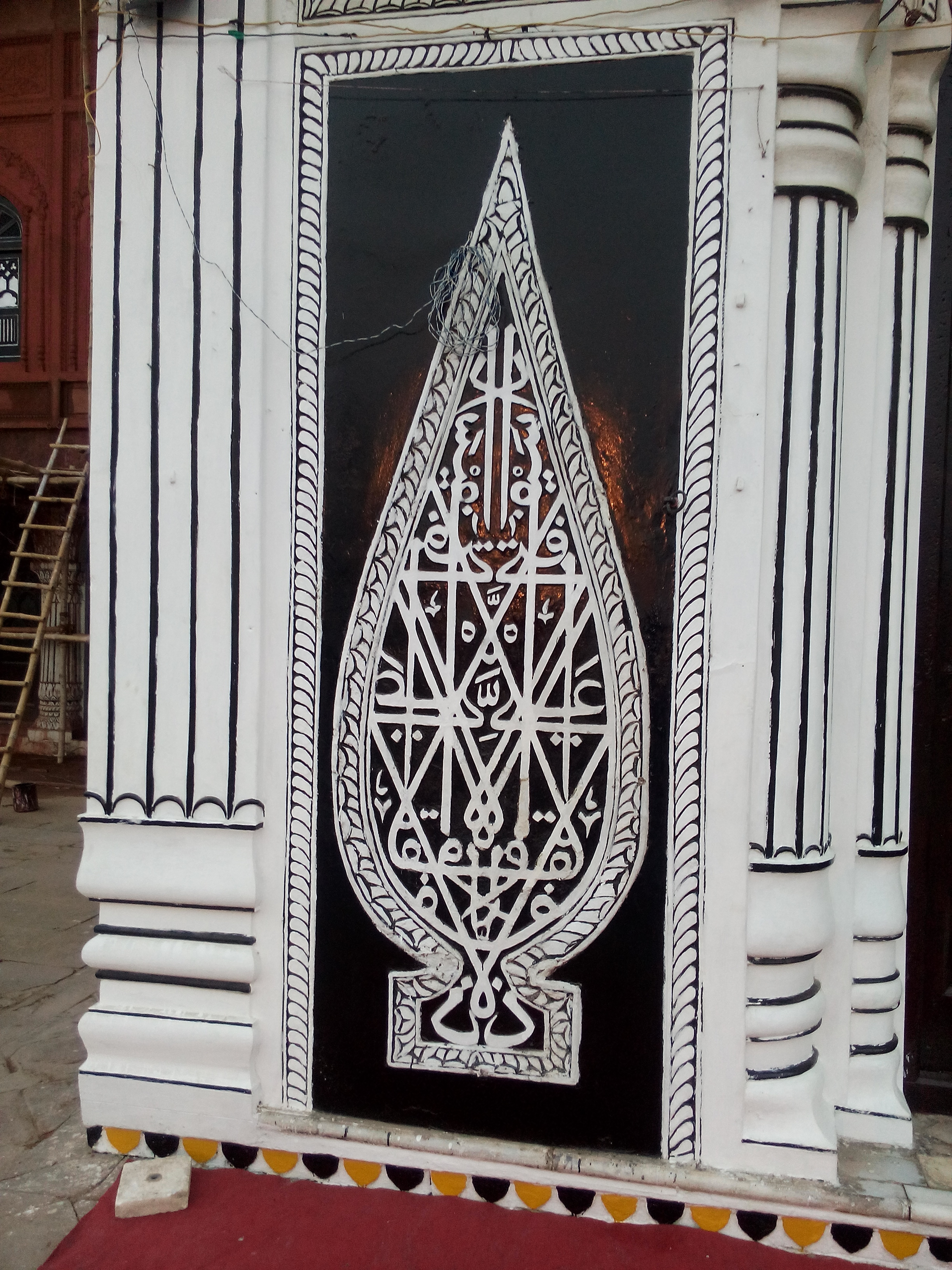
Une calligraphie coufique dans le Chota Imambara.

### Naskh et Thuluth

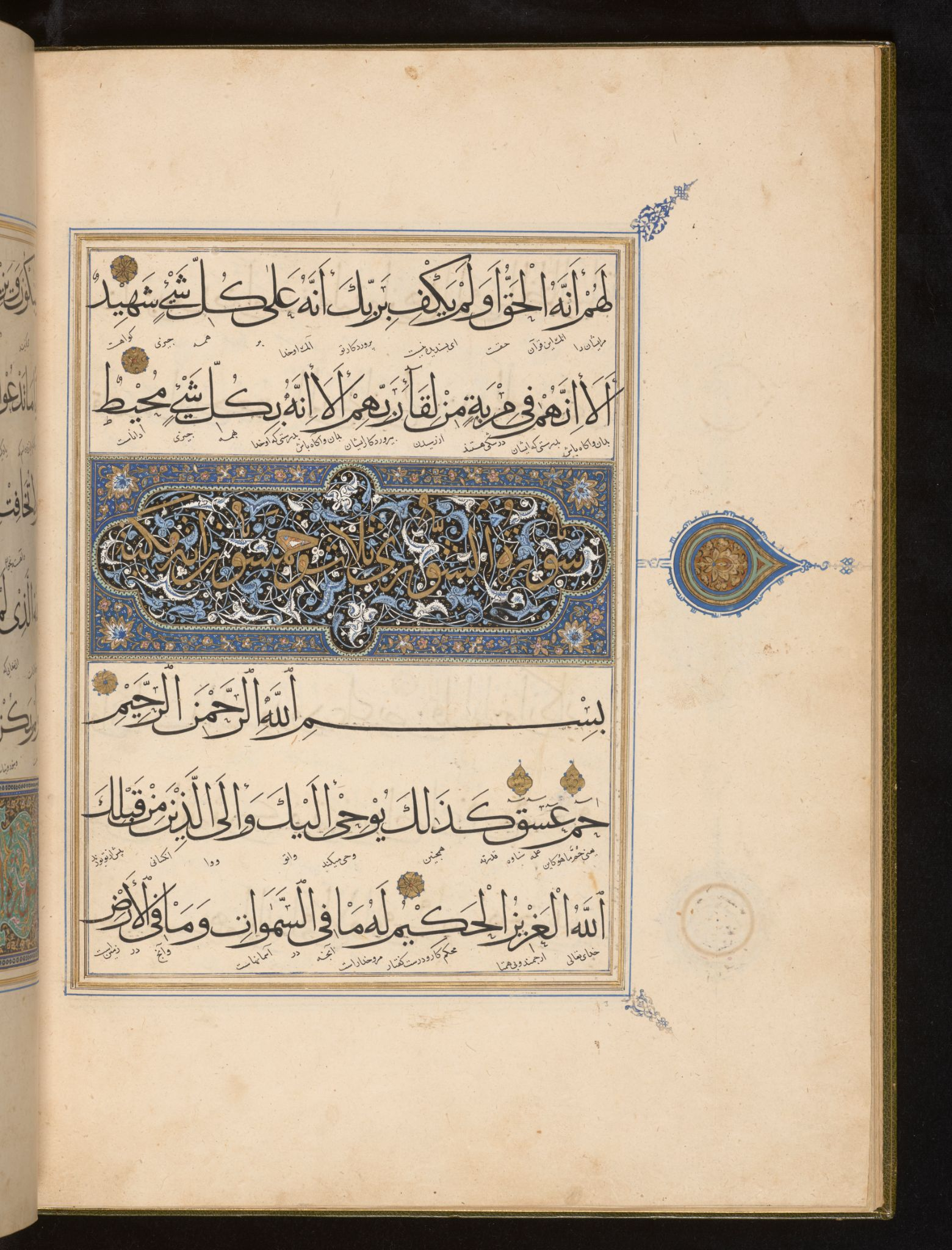
Écriture Muhaqqaq dans un Coran du XVe siècle en Turquie.
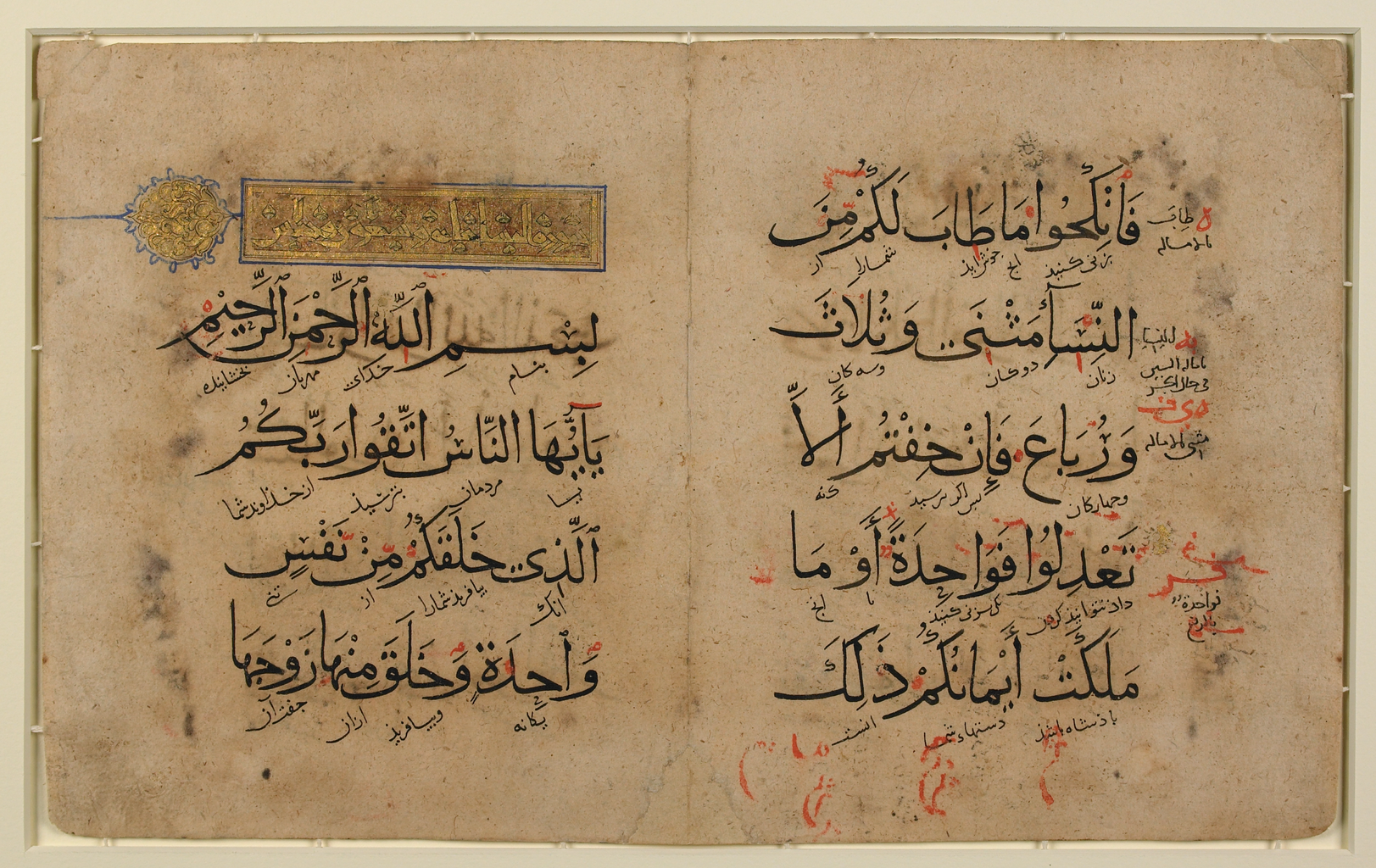
Écriture Muhaqqaq dans un Coran du XIIIe siècle.
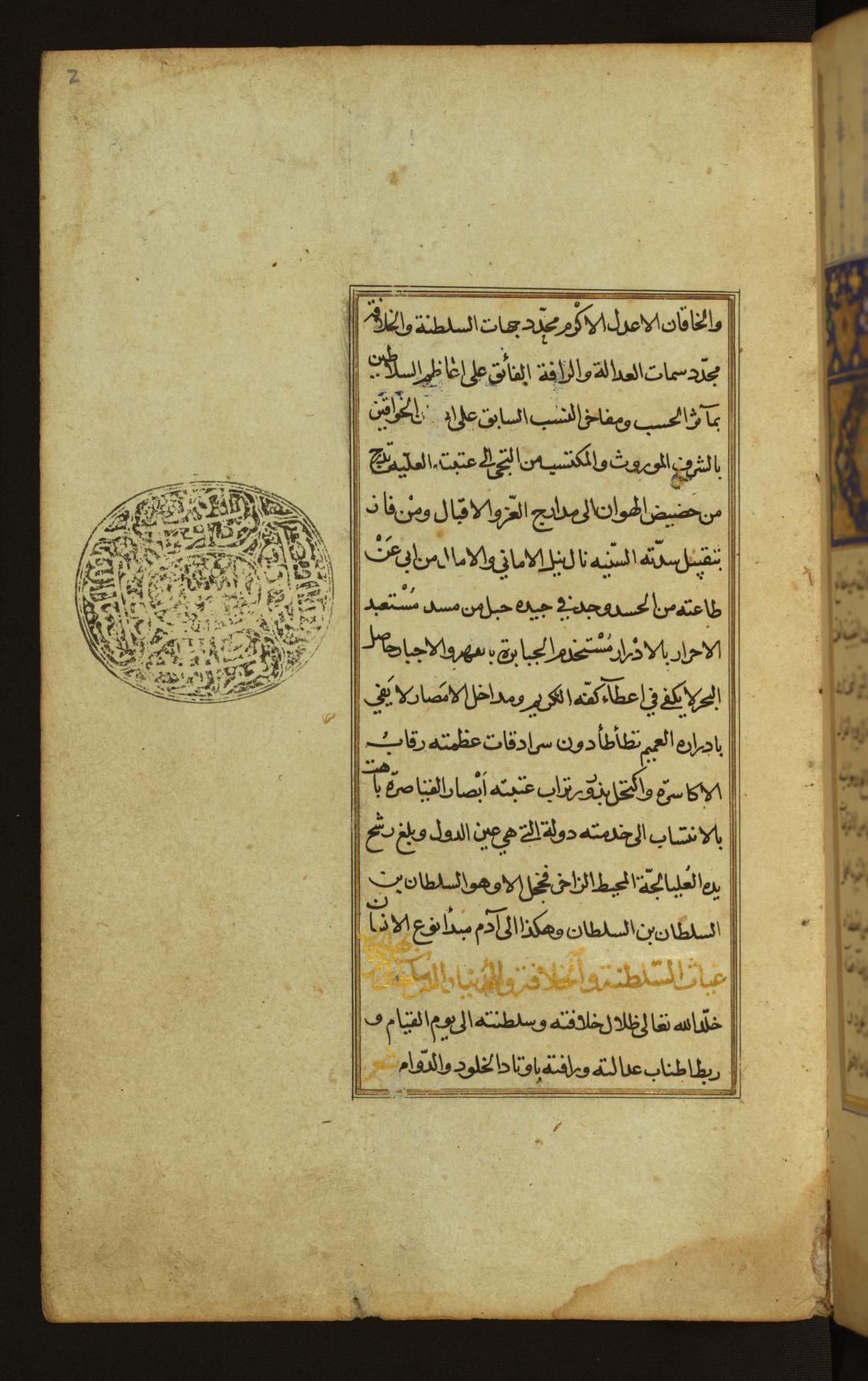
Écriture naskh dans un manuscrit ottoman du début du XVIe siècle dédié à Selim Ier.
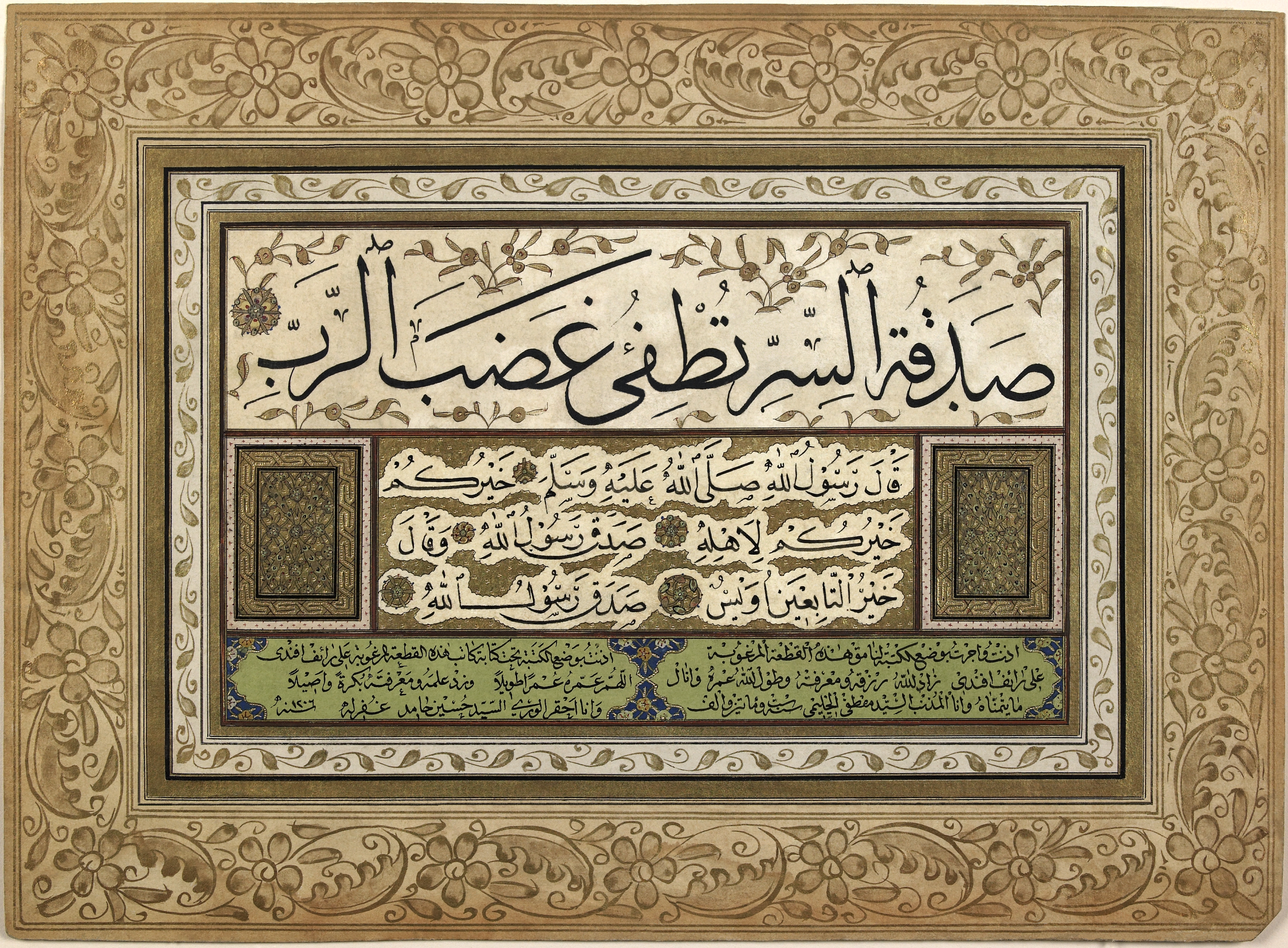
Diplôme de compétence en calligraphie, écrit en écriture thoulouth et naskh.
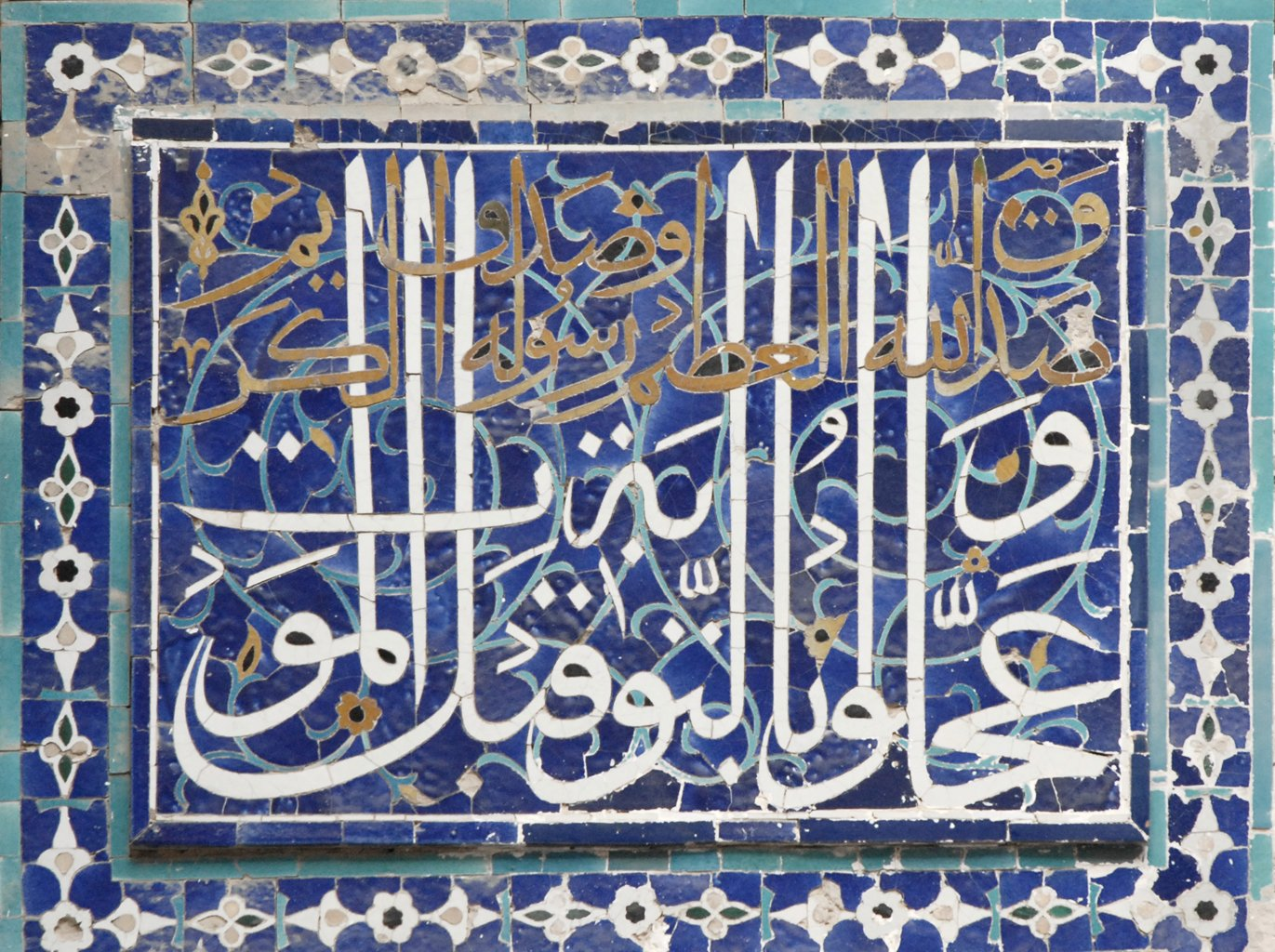
Tuile de script Thuluth à Samarcande.
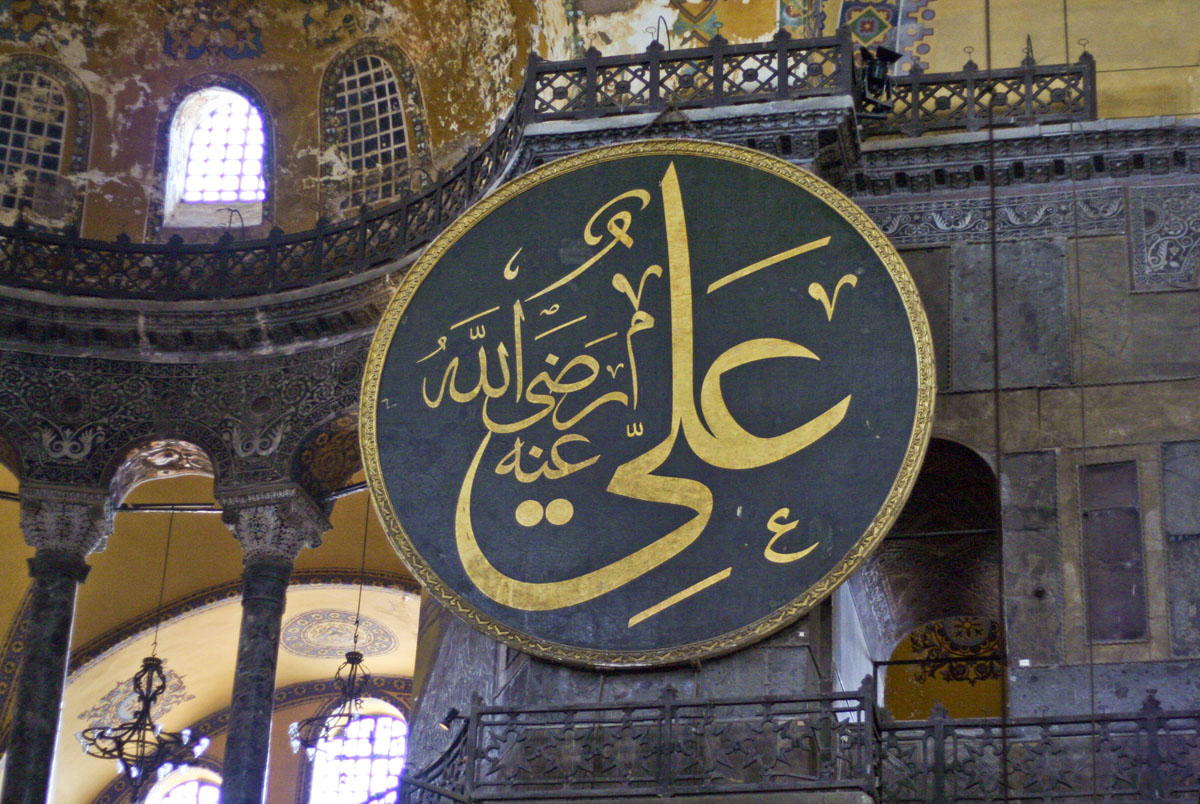
Calligraphie d'Ali décorant Sainte-Sophie.

### Variétés régionales

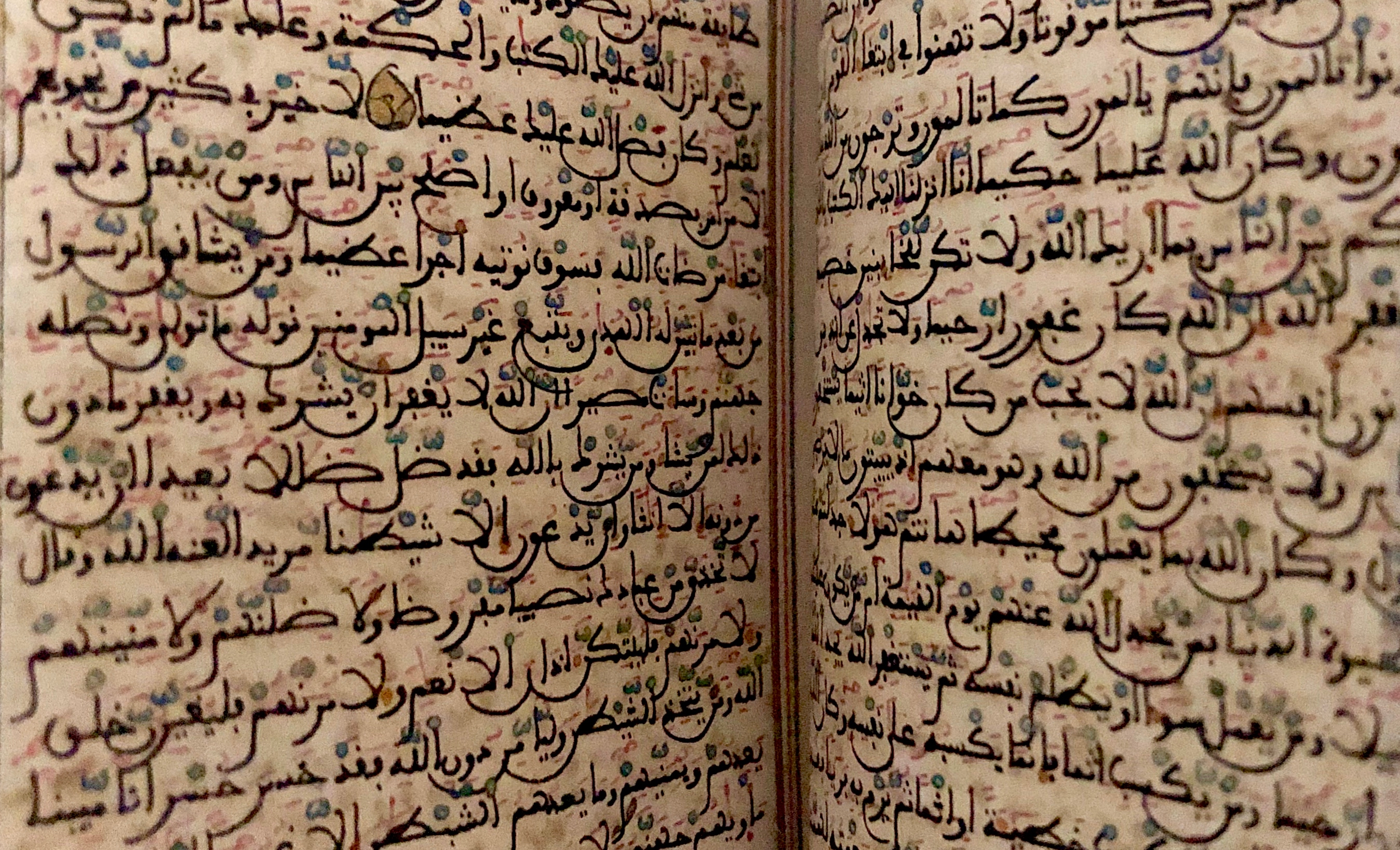
Un Coran marocain en écriture maghrébine mabsūt.
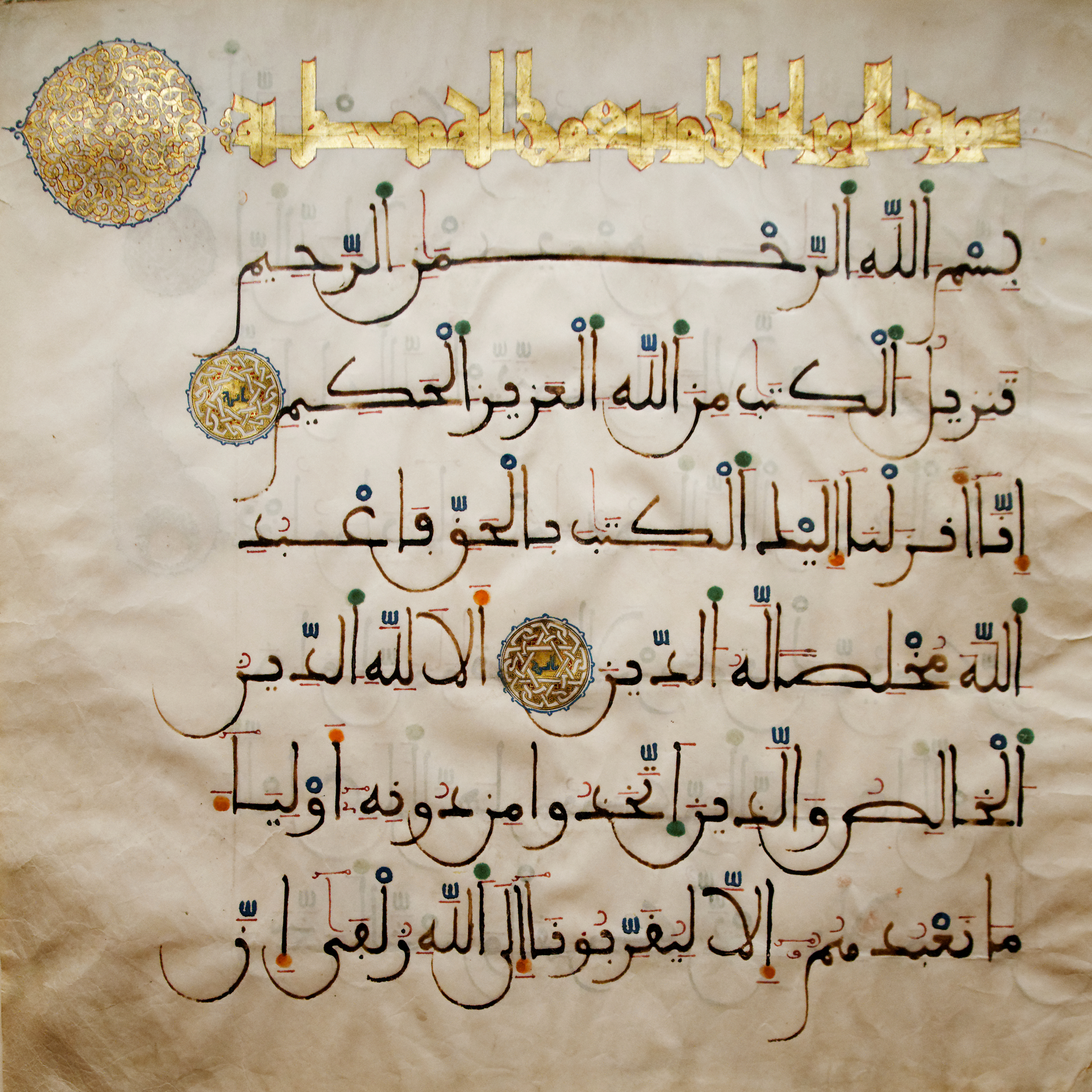
Sourate Az-Zumar en écriture andalouse, de la période nasride en Al-Andalus.
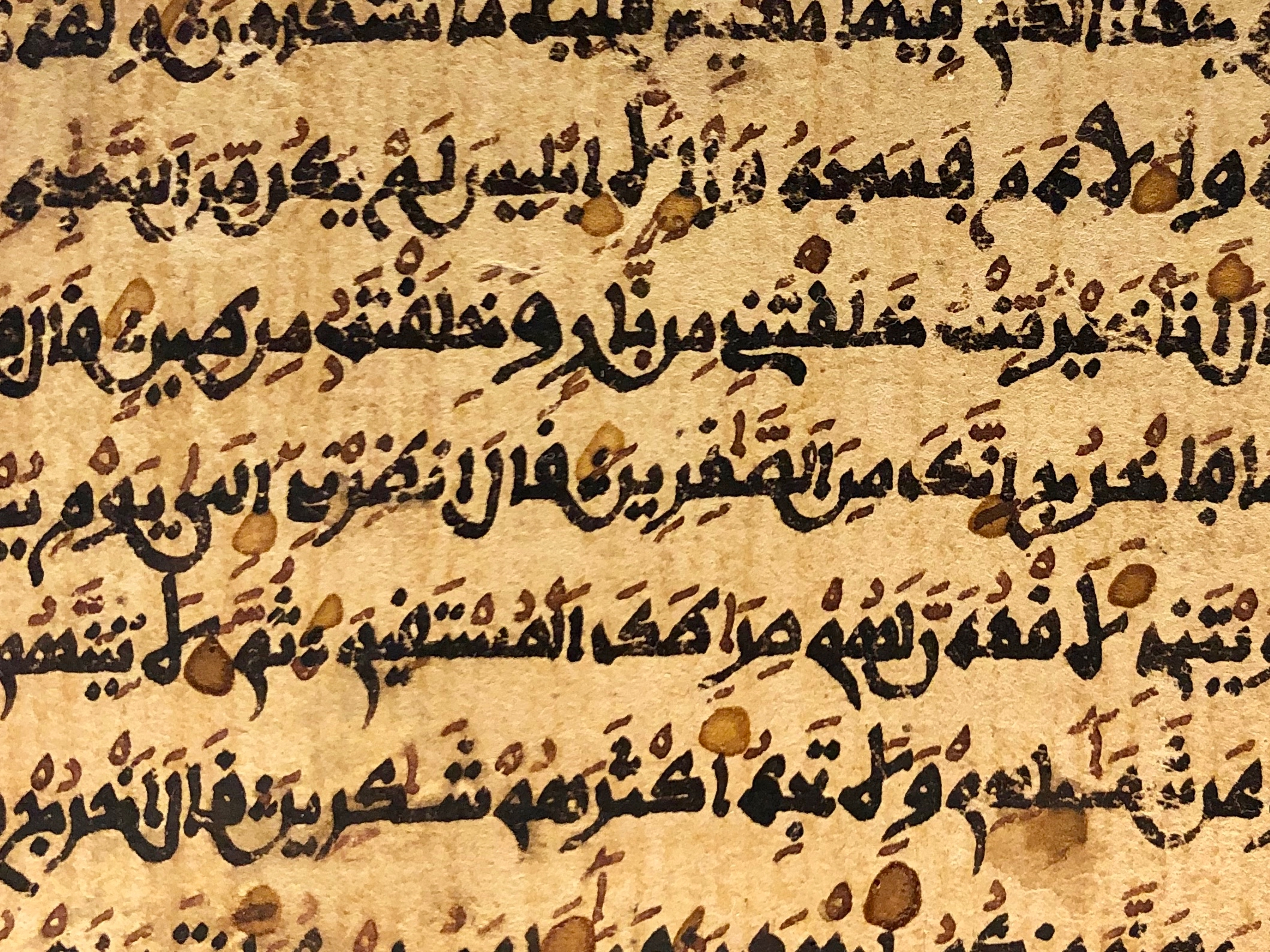
Sourate Al-A'raf écrite en écriture Suqi, nommée d'après Essouk
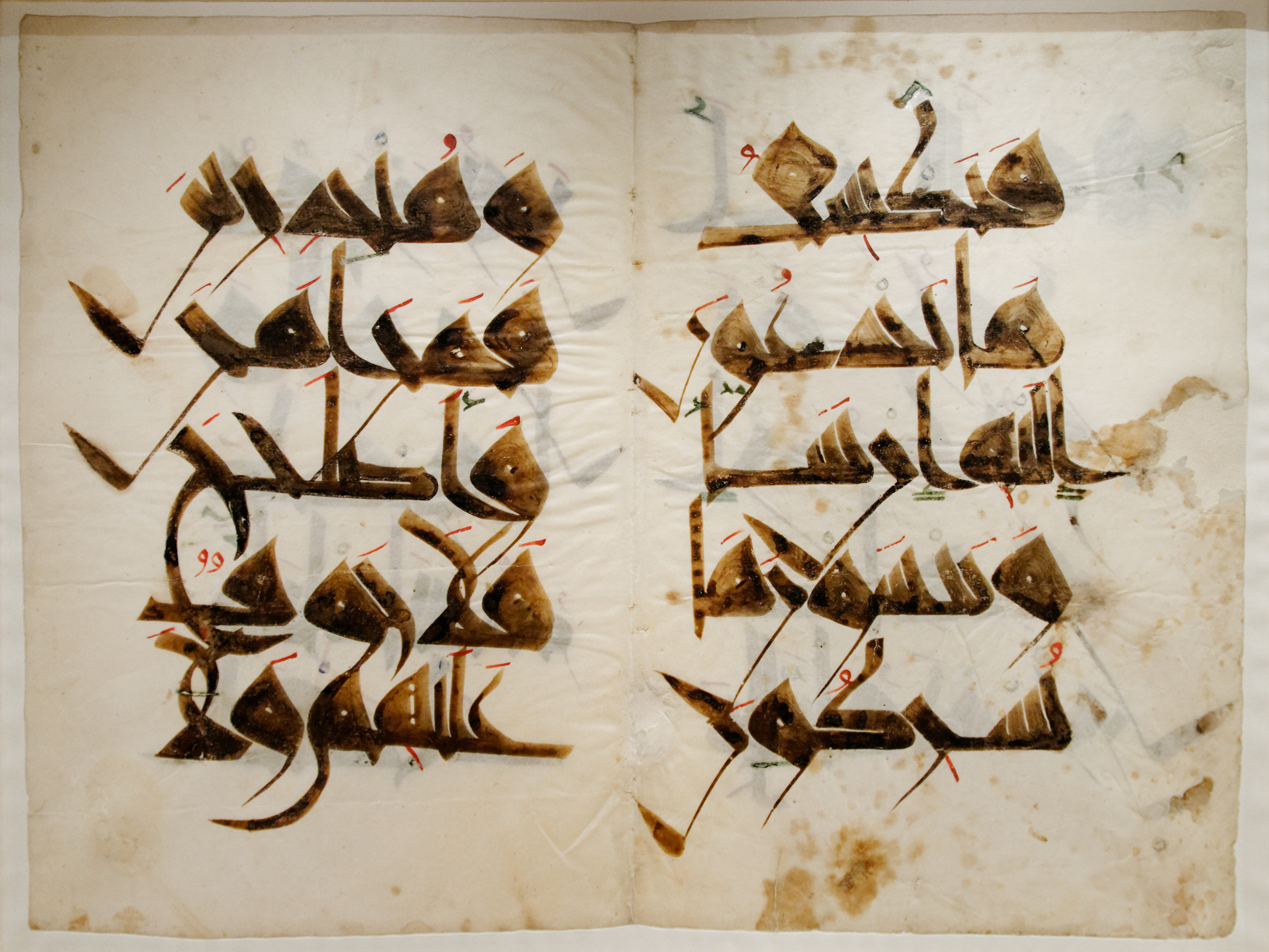
Mushaf al-Hadina, de la période ziride en Tunisie, en écriture coufique.
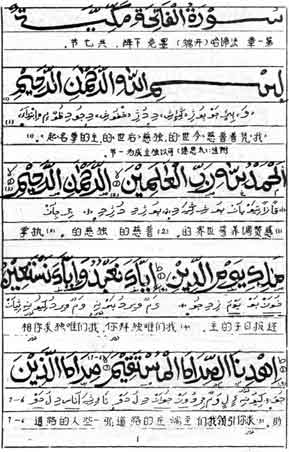
Coran en écriture sini avec traductions chinoises.

### Exemples modernes

Basmala Bismillah Thuluth.
Calligraphie de Mahomet.
Calligraphie de Basmala.
Un exemple de calligraphie zoomorphe.

### Artisanat

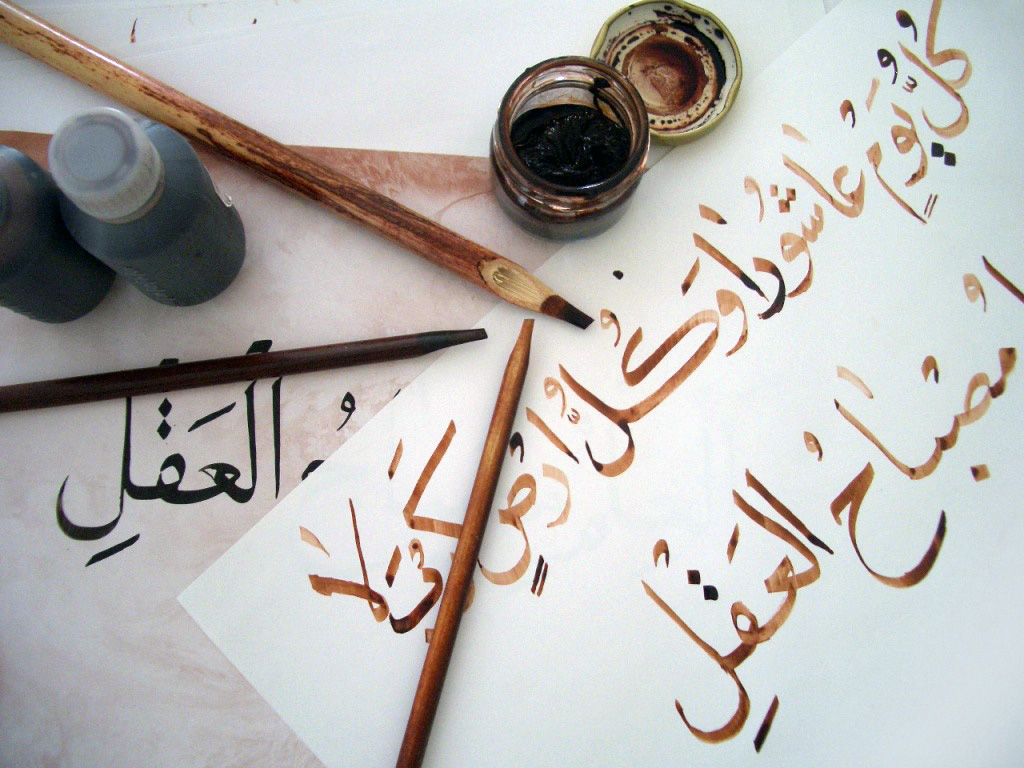
Les instruments et le travail d'un étudiant calligraphe.
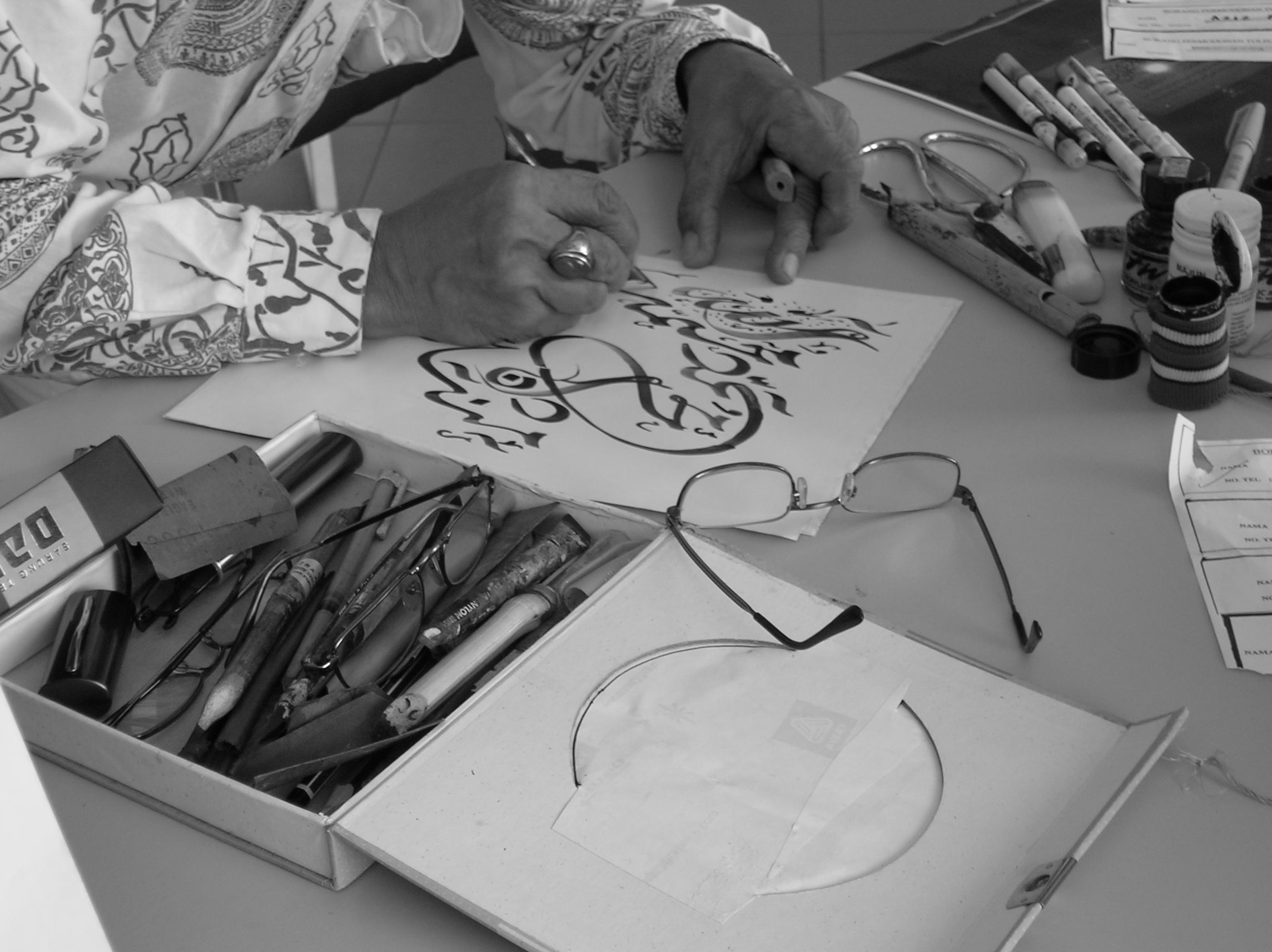
Calligraphie islamique réalisée par un musulman malais en Malaisie. Le calligraphe réalise une ébauche.

## Liste de calligraphes
Quelques calligraphes classiques :
- Moyen-Âge
  - Ibn Muqla (mort c. 939/940)
  - Ibn al-Bawwab (mort en 1022)
  - Fakhr-un-Nisa (XIIe siècle)
  - Yaqut al-Musta'simi (mort en 1298)
  - Mir Ali Tabrizi (XIVe – XVe siècle)

- Ère ottomane
  - Sheikh Hamdullah (1436–1520)
  - Ahmed Karahisari (1468–1566)
  - Seyyid Kasim Gubari (mort en 1624)
  - Hâfiz Osman (1642–1698)
  - Mustafa Râkim (1757–1826)
  - Mehmed Shevki Efendi (1829–1887)
  - Sami (İsmail Hakkı) Efendi (1838-1912)
  - Hamid Aytaç (1891-1982)

- Ère contemporaine
  - Mohammad Hosni (1894-1964), syrien
  - Madiha Omar (1908-2005), iraquien-américain
  - Hashem Muhammad al-Baghdadi (1917-1973), iraquien
  - Shakkir Hassan Al Sa'id (1925-2004), iraquien
  - Ziad Zukkari (1926-2014), syrien
  - Sadequain Naqqash (1930-1987), pakistanais
  - Ibrahim el-Salahi (1930-), soudanais
  - Abdul Djalil Pirous, ou A.D. Pirous (1933-), indonésien
  - Uthman Taha (1934-), syrien
  - Hasan Çelebi (1937-), turc
  - Charles Hossein Zenderoudi (1937-), iranien
  - Ali Adjalli (1939-), iranien
  - Wijdan Ali (1939-), jordanien
  - Mahmoud Taha (en) (1942-), jordanien
  - Mohamed Zakariya (1942-), américain
  - Hassan Massoudy (1944-), iraquien
  - Fuad Honda (1946-), japonais
  - Abas Baghdadi (1951-), iraquien
  - Abdulraouf Baydoun (1956-), syrien
  - Noor Deen Mi Guangjiang (1963-), chinois
  - Amir Kamal (1972-), pakistanais
  - Mothanna Al-Obaydi (1972-), iraquien
  - Soraya Syed (1976-), britannique
  - Nuria Garcia Masip (1978-), espagnole